# Ставище (селище)
Стави́ще — селище в Україні, у Білоцерківському районі Київської області, адміністративний центр Ставищенської селищної громади. Розташоване на лівому березі річки Гнилий Тікич (притока Тікичу) за 52 км на південь від міста Біла Церква та за 6 км від автошляху М05. Населення становить 6 056 осіб (станом на 1 січня 2022 р.).

## Етимологія
Згідно з традиційною легендою Ставище, як поселення на річці Гнилий Тікич, отримало назву від кількості спустошених ставів, або ставищ, яких на 20 верств простягалося близько ста.

## Географія

### Розташування
Ставище розташоване у південно-західній частині Київської області у межах Придніпровської височини правобережного Лісостепу України. Середня висота 220—240 метрів. Входить до Столичного економічного району. Знаходиться за 137 км на південь від Києва. Площа 11,79 км².

### Природно-заповідний фонд
До природно-заповідного фонду Ставищенського району належать:
- Парк-пам'ятка садово-паркового мистецтва місцевого значення «Ставищенський»
- Гідрологічний заказник місцевого значення «Цицилія»
- Заповідне урочище місцевого значення «Ревуха»
- Ботанічний заказник місцевого значення Урочище «Дубина»
- Гідрологічний заказник «Витоки Гнилого Тікича»
- Ботанічний заказник місцевого значення «Стрижавський ліс»

## Історія
Ставищенська земля має давню історію. Про це свідчать знахідки знарядь праці періоду неоліту. А численні кургани, курганні групи й поселення є підтвердженням існування в цьому краї культури та життєдіяльності в давньоруські часи. У Ставищенському районі городища виявлено у селах Антонівка, Брилівка, Журавлиха, Ставище, Торчиця, Ясенівка.
Землі Ставища відносились до регіону Нижнього Поросся, яке у Х сторіччі стає буферною смугою між землями Київського князівства Київської Русі та кочовищами печенігів і половців. У Пороссі київські князі звичайно надавали «части» (земельні володіння) іншим руським князям з умовою захищати Київську землю разом із чорними клобуками від половців. У 1190—1194, 1195—1198 роках у Торчеську (нинішнє село Торчиця Ставищенського району) сидів син князя Рюрика Ростиславича і доньки половецького хана Беглюка, Ростислав Рюрикович, а в 1227—1228 — Мстислав Удатний, син Мстислава Ростиславича Хороброго (молодшого з Смоленських Ростиславичів) та доньки Ярослава Осмомисла (ім'я наразі невідомо). Після його смерті галицький князь, Данило Романович передав Поросся Мстиславовим синам, з яких Ізяслав IV Мстиславич ймовірно був місцевим князем до монгольського вторгнення. У 1235 році Володимир Рюрикович Київський і Данило Галицький виступили проти Ізяслава і половців, але біля Торчеська, були розбиті. Данило Галицький втік, а Володимир Рюрикович потрапив у полон. Ізяслав сів у Києві.
Околиці сучасного Ставища значно спустошились під час монголо-татарської навали. Пізньою осінню 1240 року монголо-татарське військо з'явилося біля валів Києва, на шляху до якого зруйнувало численні міста й укріплені замки Київської землі.
У жителів збереглася легенда, що Ставище ще за довго до повстань 1664—1665 років було великим містом Любомир, і що цей Любомир був розорений татарами і залишався без жителів довгий час, що він лежав на правій чи південній частині Тікича, відомій тепер під назвою Розкішна, що він простягався за межі сучасного села до місць, де нині стоять села Юрківка і Скибин. Сліди цього древнього міста жителі відрізняють від слідів укріплень, побудованих під час козацьких війн. …"Такъ къ древностямъ Любомірскимъ они причисляютъ некоторые курганы или могилы близъ Ставищъ и заваленные погреба въ лесу, называемомъ Вышковское."…"Сохранившіеся ныне акты и тяжебное дело жителей свидетельствують, что в царствованіе Сигизмунда 1-го, Любомірь былъ собственностію короля и что обезлюдили его и раззорили набеги татаръ ещё до пришестія поляковъ"…

### XVI століття
Навесні — влітку 1569 р. на виконання рішень Люблінського сейму українські землі Підляшшя, Волині, Брацлавщини та Київщини було включено до складу Речі Посполитої. Так завершився тривалий унійний процес Литви і Польщі, який депутати особливо активно обговорювали протягом останніх п'яти років, з часу Варшавського сейму 1564 р. Після чого розпочинається міграційний потік шляхти з Галичини, привабленої перспективами служби на княжих дворах, що охоплював десятки, якщо не сотні осіб. На Волинь, а звідти на Київщину та Брацлавщину проникали нові люди, які з руки князя обдаровувалися службовими маєтками та урядницькими посадами в новопридбаних володіннях.

### XVII—XVIII століття
11 жовтня 1604 року в містечку зупинялося українсько-польське військо яке 20 червня 1605 року захопило Москву.

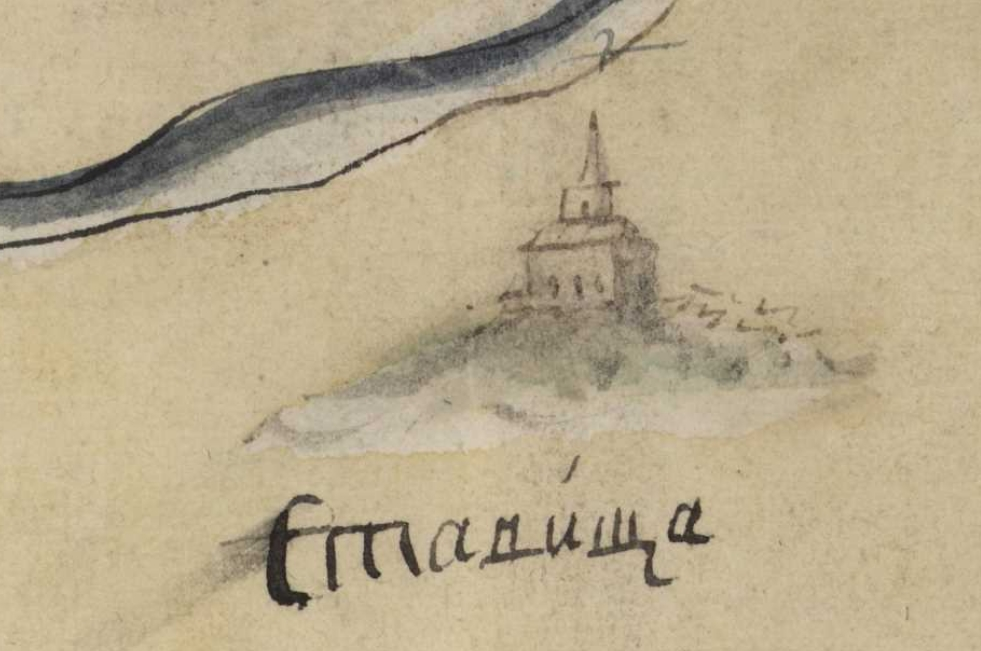
Ставище на карті XVIII століття

Селяни Ставища брали участь в народних повстаннях 1702—1704 роках під проводом полковника фастівського Семена Палія та правобережного наказного гетьмана Самійла Самуся, Захара Іскри, Андрія Абазина, а також у гайдамацькому русі. Так, у 1750 році в районі Ставища діяв загін гайдамацького ватажка Мартина Теслі, помічником і соратником якого був місцевий житель Степан Безрукавий.
Брали ставищани участь і в козацько-селянському національно-визвольному повстанні на Правобережній Україні у 1768-1769 рр., так званій коліївщині, спровоковане національним і релігійним гнітом правобережного українського населення в Речі Посполитій.

### 1774—1918рр.
В 1774 році польський сейм передав Ставище у володіння коронному гетьманові Францішеку Ксаверію Браницькому; майже всі мешканці містечка були закріпачені. Після окупації росіянами Правобережної України та об'єднання з Лівобережною у складі Російської імперії (1793 року) Ставище стало заштатним містечком Таращанського повіту Київської губернії. Протягом 1774—1918 років Ставище належало до володінь польських магнатів Браницьких гербу Корчак, частина яких перейшла на службу до російських царів.

Жителі Ставища не мирилися з кріпацтвом і вели тривалу боротьбу проти магнатів Браницьких, 1819 року в Таращанському повітовому суді слухалася справа про жителів Ставища, «що шукали звільнення з-під володіння графині Браницької».

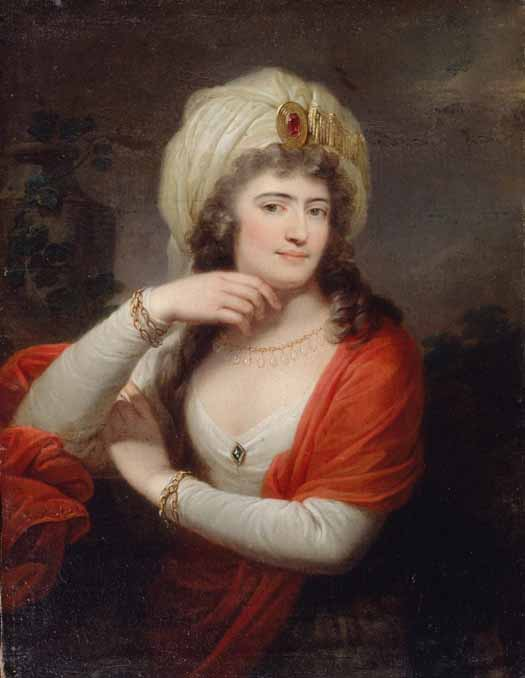
Alexandra Branicka by Grassi

 Як зазначалось у матеріалах суду, ставищани «ходили натовпом, закликаючи не відбувати панщину і не виконувати будь-які повинності на тій підставі, що вони люди вільні».
Справа тяглася кілька років і дійшла до сенату. Суд визнав ставищанців кріпаками Браницьких, а ініціаторів боротьби — селян А. Бойко, Н. Кравченка, Л. Коваленка, П. Поповича, І. Дем'яненка ухвалив «покарати кожного тілесно». Серед покараних батогами за невихід на роботу були й жінки — Марія Гайда, Оксана Котовенко, Катерина Колесник та інші.
Браницькі встановили систему нестерпної експлуатації: часто вдавались до тілесних покарань кріпаків. У 1831 році ставищенці скаржились до Таращанського повітового суду графських управителів, які жорстоко побили канчуками селян Палажку Крученкову, Пилипа Липника, Петра Байду та його дружину Явдоху. Щоб втихомирити селян суд ухвалив оштрафувати економію на 5 крб., а від селян зажадав беззастережної покори. При цьому організаторів жорстокої розправи було виправдано, бо на думку цього «правосудия» покарання було «умеренным».
Зазнавали селяни експлуатації і з боку церкви. Успенська церква, що володіла в Ставищі хутором Поповим Яром, зобов'язувала селян виконувати не тільки сільськогосподарські роботи та сплачувати податки, а й брати участь у зведенні різних будов, ремонті церковних приміщень тощо.
Тяжкий гніт зумовлював невпинне зубожіння селян.
За переписом 1856 року, в Ставищі налічувалось 297 господарств залежних селян, з них городників — 130, піших — 149 і тяглих — 19. Городники мали лише невеликі присадибні наділи, піші — по 5 десятин польової землі на господарство, а тяглі — по 11 десятин. За користування землею селяни щорічно повинні були сплачувати Браницьким за кожну десятину по 2 крб. 70 коп. або відробляти по 16 чоловічих днів панщини.
Крім того, селяни відбували на користь поміщиків значну кількість згінних днів на т. зв. громадських роботах. Малоземелля, жорстока експлуатація спричинялися до селянських виступів. Особливо посилалася антикріпосницька боротьба селян Ставища в роки Кримської війни, під час Київської козаччини 1855 року. Селяни перестали відробляти панщину і записувалися у козаки, щоб стати вільними. В Ставище було введено дві роти солдат: активних учасників руху заарештували, багатьох селян покарали різками.
Селянська реформа в Російській імперії (1861) року не поліпшила матеріального становища жителів Ставища, які задихалися від малоземелля. За одержані 1288 десятин землі вони протягом 49 років повинні були щорічно сплачувати мізерну суму — 2221 крб. викупних платежів (менше 2 крб. за 1,1 га землі на рік!). Селяни повністю втратили право на користування угіддями; їх позбавили права збирати в лісі ягоди, гриби, горіхи, жолуді, тримати тут пасіки або заготовляти дрова, так само, як і будувати водяні млини, ловити рибу в річці й озерах. Селянам заборонялось користуватися дорогами, які проходили через поміщицькі поля, але ставили в обов'язки ремонтувати їх.
Найкращі землі Ставища залишалися в руках поміщиків. На 1900 рік з 5544 десятин земель, закріплених за містечком, 3271 належала поміщикам, 45 церкві, 59 іншим станам. А селяни, які становили більшу частину населення містечка, мали всього 2169 десятин землі.
З кінця XIX століття в Ставищі починає розвиватись дрібна промисловість, переважно невеликі підприємства переробки сільськогосподарської продукції, значна частина яких належала Браницьким. На початку XX століття тут діяв горілчаний завод, заснований ще в 1851 році, де було зайнято 24 робітники, вальновий млин, де працювало 8 чоловік, та цегельний завод з 20 робітниками, а також 10 вітряків, 4 просорушки і 14 кузень.
Деякі безземельні селяни займались гончарним промислом. Багато безземельних і малоземельних селян працювало у графських маєтках або змушені були шукати засобів до існування в поміщицьких колоніях та на промислах Катеринославської, Таврійської і Херсонської губерній. У Ставищанській волості лише протягом 1894 року брали паспорта для відходів на заробітки 1303 чол., в тому числі 485 із Ставища.
Однією з поширених форм боротьби селян проти гніту були масові порубки поміщицьких лісів. Так у 1884 році вони вирубали ділянку панського лісу, а коли Браницький прибув на місце порубки, побили його кийками.
На початку XX ст. виступи жителів Ставища проти поміщицького гніту набули великої гостроти. У травні 1903 року селяни протестували проти захоплення графом Браницьким громадського ставу та городів поблизу річки Гнилого Тікича. Вони вигнали графських управителів, а потім представників поліції. Для придушення виступу в Ставище прибули два ескадрони карателів.
У грудні цього ж року селяни виступили проти межування землі. Для придушення цього виступу знову прибули каральні загони. У вересні 1904 року селяни Ф. Почтар, С. Святина, А. Байда, С. Микитенко, П. Єременко та ін., які працювали за найомом, скаржилися київському губернатору: «Наймаючись на роботу в економіях графа, ми працюємо на дуже низьку плату: наприклад, за 12 нажатих снопів робітник одержує тільки один, при роботі косаркою чи жаткою — 16-й сніп, за складання хліба в скирти — 40 коп. на день, а за інші роботи й вивозку гною — 25 коп. на день».
Скарга була передана в економію, але управитель відмовився зважити на неї. Під час революції 1905—1907 років боротьба селян за землю посилилася. Селяни Ставища неодноразово збирались на мітинги, вимагали негайного розподілу поміщицької землі. За виступ проти місцевої влади поліція кинула кількох чоловік до в'язниці.

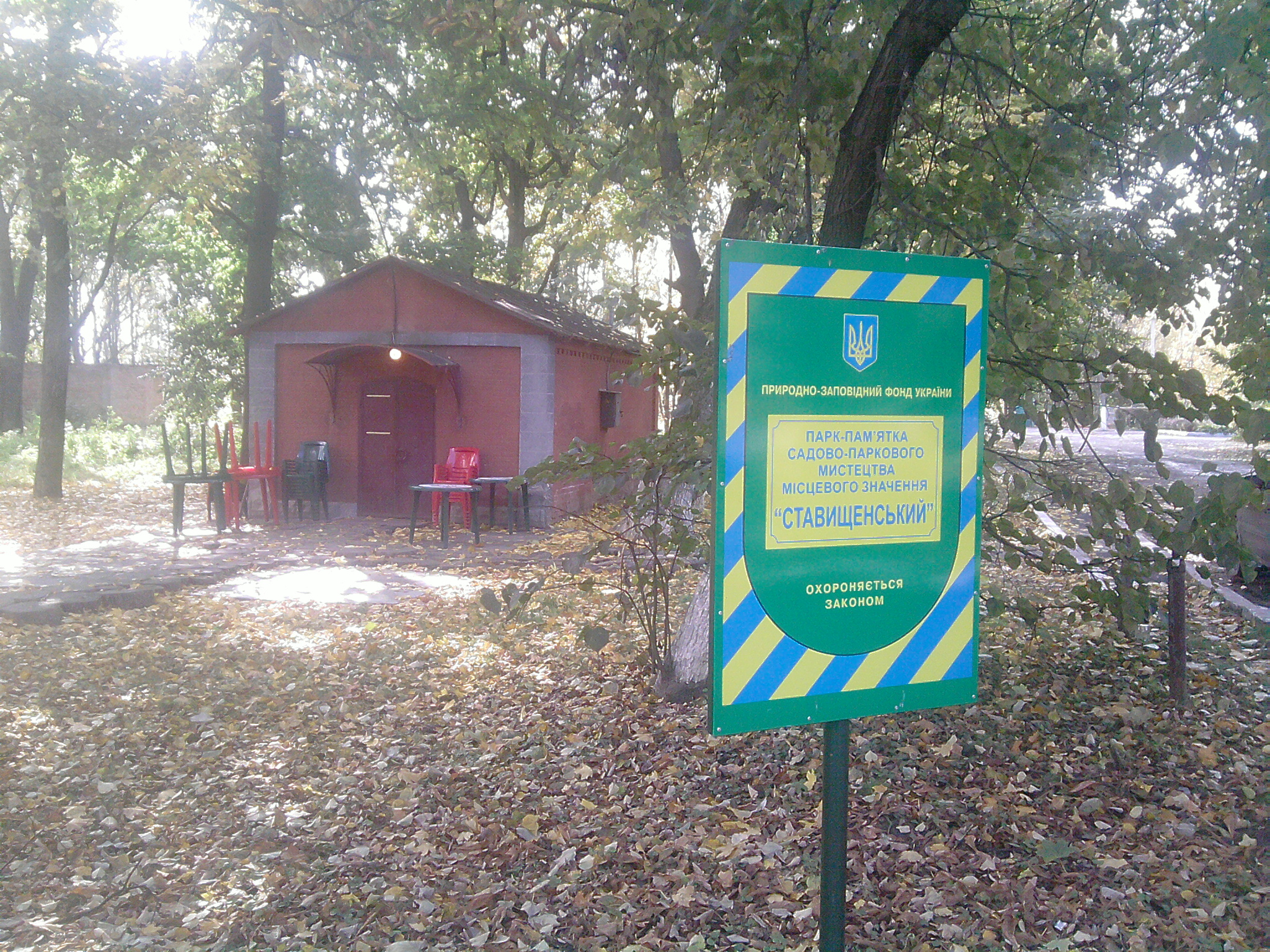
Ставищенський парк відпочинку

В роки Столипінської реформи зубожіння селянства посилюється, поглиблюється соціальне розшарування. Так на 1912 рік із 397 селянських господарств Ставища лише 3 мали земельні наділи по 2 десятини. А тим часом 20 господарствам належало по 8-10 десятин землі.
Біднота продавала землю і перетворювалась на сільських пролетарів. У заможних господарствах працювало по кілька наймитів, які зазнавали жорстокої експлуатації. Сам вигляд містечка, де в 1900 році налічувалось 8580 жителів, свідчив про глибокі соціальні контрасти. Велика площа базару з рядами рундуків і заїздів, що належали 120 власникам, складала своєрідний центр містечка. Розкішний парк з будинками графині Браницької був наглухо відгороджений високим парканом. Пейзаж містечка доповнювали кам'яна церква, костьол, синагога та будинок волосного управління. А далі тягнулися убогі, чорні й похилені хатини селян робітників. У містечку діяла всього одна невелика лікарня з трьома лікарями.
Освіта розвивалась дуже повільно. З 1864 року в Ставищі існувала церковнопарафіяльна школа, на утримання якої щорічно відпускалося 225 крб. З 1886 року — двокласне сільське училище, а на початку XX ст. — чотирикласне міське училище.

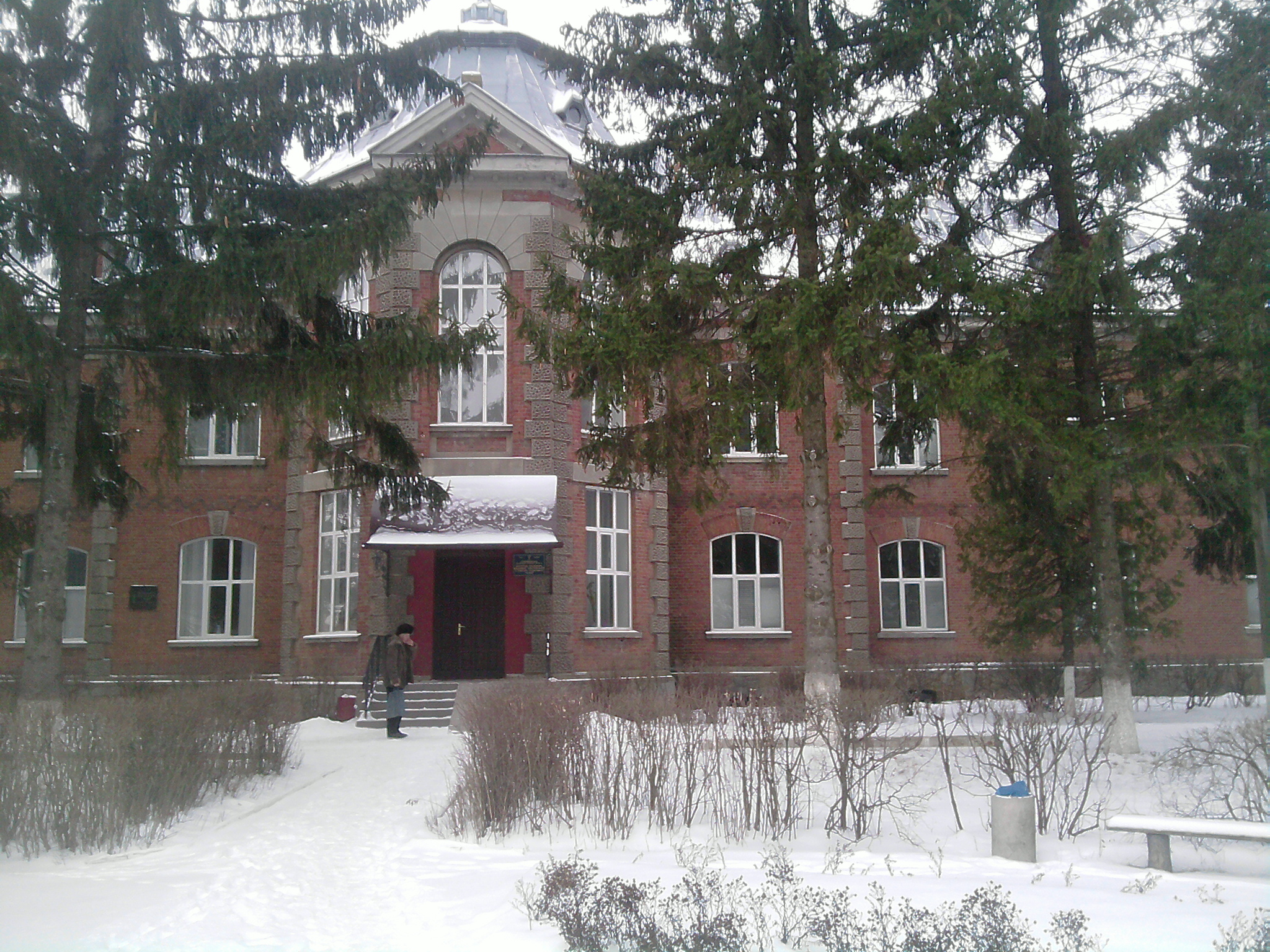
Ставищенська центральна районна лікарня
Будівництво лікарні започаткував 1911 року граф Браницький, а завершили — при більшовиках 1923 року

В роки Першої світової війни були мобілізовані сотні ставищенців, зростали податки і побори на війну. Нестача робочих рук позначалась на погіршенні обробітку землі, зниженні врожайності. В 1914—1916 роках урожай зернових у Ставищі не перевищував 10 центнерів з га.
Проте війна не вплинула на зменшення прибутків Браницьких. Вони наживались на вигідних замовленнях військових відомств на хліб, цукор, горілку. Чималий прибуток приносить і ставищенський кінний завод, який постачав фронту сотні верхових і тяглих коней.

### Українська державність на території Ставищ у 1917-1920-ті рр.
Газета «Селянська думка» 2 вересня 1917 року: «Звістка про повалення самодержавства викликала загальне піднесення серед трудящих Ставища. Але з часом переконалися у марності своїх сподівань. Коли 22 серпня 1917 року уповноважені Тимчасового уряду спробували зібрати волосні збори, то від сіл волості з'явилося лише 6 представників.»
17 жовтня 1917 року в Ставищі почались аграрні виступи, ініціаторами яких були солдати, що повернулися з фронту. Як доносили місцеві власті Генеральному секретаріату Центральної ради "становище дуже неспокійне, місцевої міліції недостатньо, просимо вживати заходів.
У жовтні 1917 року начальник постачання Південно-західного фронту повідомляв штаб Київського військового округу, що селяни Ставища, довідавшись про рішення Таращанського земельного комітету, за яким всі поміщики повинні зорати свої землі до 15 жовтня, а в разі невиконання цього рішення незорані землі будуть передані селянам, стали саботувати осінню оранку, не пускали орачів з плугами в поле. Селяни також захопили ділянку поля, засіяну конюшиною.
У жовтні 1917 року у Ставищі для придушення селянських заворушень було розміщено військовий загін чисельністю 50 чоловік. Та, незважаючи на ці заходи, революційна боротьба наростала.
Після проголошення 20 листопада 1917 р. Української Народної Республіки Ставище разом з усією Київською губернією увійшло до її складу. Проте мирне життя ставищан було порушено Україно-московською війною 1917—1918 рр., під час якої Ставище у лютому 1918 р. було окуповане московським військом. Проте у березні 1918 р. Ставище було звільнено загонами Вільного козацтва, що входили до складу Армії УНР.
Внаслідок Гетьманського перевороту 29 квітня 1918 р., підтриманого союзними німецькими військами, розміщеними в Україні, Українську Народну Республіку було повалено і до влади в Україні прийшов гетьман Павло Скоропадський. В Україні було встановлено німецький окупаційний режим і почалося відновлення дореволюційних порядків. Поміщицьку землю, розібрану селянами, почали у них забирати і віддавати колишнім власникам. 24 червня 1918 р. Ставище було звільнено загонами учасників Таращанського повстання. Після наступу з Білої Церкви переважаючих сил окупантів повстанський загін на чолі Федором Гребенком знову повернувся в Ставище і обороняв його до кінця липня. Після запеклих боїв, особливо 29-30 липня, головні сили повстанців залишили Ставище і відійшли на лівий берег Дніпра. Багато ставищенців влилося тоді до лав повстанців.
Внаслідок Протигетьманського повстання у листопаді 1918 р. режим гетьмана Павла Скоропадського було повалено і відновлено Українську Народну Республіку. Проте й це не принесло ставищанам спокою. Новим вторгненням московських військ було розпочато Україно-московську війну 1917—1921 рр.
У лютому 1919 р. Ставище знову опинилося під московською окупацією. У Ставищі посібниками окупантів було створено волревком, до складу якого ввійшли М. М. Сектим (голова), Ю. Долинський, Г. Білоусов. Ревком «націоналізував» винокурний завод Браницьких, взяв на облік майно економії; розпочав підготовку до весняних польових робіт. Але весною Ставище знову стало ареною запеклих боїв. В Україні почалися повстання проти нової окупації. Протягом квітня-червня 1919 року воно кілька разів потрапляло до рук повстанських атаманів.
Зокрема у липні цього ж року Ставище здобув Юрій Тютюнник, а в серпні — Отаман Зелений.
У серпні 1919 р. Ставище було знову звільнено військами Армії УНР. В районі Ставища тоді відбулися бої українських військ з частинами 59-ї дивізії армії Російської Федерації під командуванням І. Ф. Федька, які відходили на північ.
Проте вже у вересні 1919 р. на зміну комуністичним московським окупантам прийшли білі московські окупанти зі Збройних Сил Півдня Росії. 18 грудня 1919 р. під час Зимового походу їх було вибито зі Ставищ Кінним полком Чорних Запорожців Армії УНР. У Ставищі стояв тоді генерал Ніколай Брєдов зі штабом. У бою з ними було взято в полон 40 офіцерів, близько 20 солдатів, 3 важкі скоростріли і 30 возів з різним добром.
Однак вже у грудні 1919 р. Ставище знову було захоплено армією Російської Федерації. Відновив діяльність волревком, який приступив до організації сільських комнезамів і міліції.
На початку 1920 року у містечку було засновано комуністичний осередок з 6 чоловік.
Проте повстанських рух проти окупації не припинявся упродовж майже всіх 1920-х років, незважаючи на кривавий терор окупаційної влади. На короткий час на початку травня 1920 р. містечко звільнили польські війська.

### Ставище у складіУРСР1919—1991рр.
Після вигнання в червні 1920 року поляків в Ставищі остаточно встановлюється окупаційна радянська влада. Знову розгорнув свою діяльність волосний ревком. Велику роботу проводив земвідділ, який особливу увагу приділяв допомозі бідняцьким господарствам, зокрема, розподіляв насінневий фонд, надавав худобу і реманент, конфісковані у заможних селян. Велику роль у налагодженні роботи волревкому та інших органів радянської влади відіграли комуністи Ставища, які входили у волосну парторганізацію, а з 1923 року, коли Ставище стало районним центром Білоцерківської округи, — в районну парторганізацію. 20 липня 1920 року в Ставищі відбувся з'їзд членів волревкому і комнезамів волості. /Там же, арк. 300/.
На 1 вересня 1921 року комнезами діяли у 8 з 10 сіл Ставищенської волості. З перших днів мирного життя значні зміни відбувалися у сільському господарстві. Ще в 1920 році на базі колишньої економії Браницьких в Ставищі було створено радгосп. З буремного 1920 року бере свій початок комсомольська організація Ставища, хоч організаційно вона була оформлена в 1921 році. Комсомольці активно допомагали партійній організації та органам Радянської влади в боротьбі з українськими патріотами та незгодними з окупаційним режимом. Разом з членським квитком перші комсомольці одержували гвинтівку й сотню патронів. У 1923 році було обрано райком комсомолу. Радянська влада виділяла належну увагу організації охорони здоров'я трудящих. Наприкінці 1920 року було проведено ремонт Ставищенської лікарні, здійснено ряд заходів щодо боротьби з тифом та іншими епідемічними захворюваннями, взято на облік всіх медичних працівників, налагоджено регулярну роботу медпункту. 1-3 вересня 1920 року в Ставищі проходив з'їзд учителів Таращанського повіту, який одностайно висловився за підтримку радянської влади і всіх її культосвітніх заходів. Делегат від Ставища повідомив, що незважаючи на важкі матеріальні умови, розпочали роботу початкові школи. /Київський облдержархів, ф. Р-І, оп. І. спр. 138 арк. 45/.
Вживалися заходи до поліпшення умов життя вчителів. Так, всі житлові приміщення колишньої економії Браницьких у Ставищі були передані під квартири учителям. /Газ. «Плуг і молот», 1 травня 1920 року/.
У 1923 році з метою прискорення підготовки учителів і агрономів у Ставищі було організовано педагогічну та агрономічну школу. На той час у райцентрі працювали дві початкові школи та бібліотека. В 1925 році одна з початкових шкіл була перетворена на трудову семирічку. На 1926 рік у містечку проживало 4994 чол. населення, налічувалося 873 господарства, причому значна частина з них 478 — були бідняцькими. /Список поселень Білоцерківщини, Біла Церква 1926, стор.61/.
Все більше трудящих переконувалося у перевагах колективного господарювання. У 1927 році було створено ТООЗ «Веселка», до якого спочатку ввійшло 14 господарств. На спільні кошти з допомогою держави вони придбали сівалку, жатку, молотарку, трактор «Фордзон». В 1928 році утворилось ще два ТООЗи, а наступного року на базі ТООЗів виникла сільськогосподарська артіль «Комунар». /Газ. «Радянська нива», 2 березня, 2 квітня 1929 року./
У травні 1931 року в Ставищі створено колгосп ім. Будьонного, селян навколишніх хуторів об'єднали в сільськогосподарську артіль ім. Ворошилова. Радянська держава надала колгоспам Ставищенського району допомогу в сумі 275 тис. крб. Для обслуговування артілей у 1931 році було організовано Ставищенську МТС. У 1932 році вона обслуговувала технікою вже 33 колгоспи, які об'єднували 1244 селянські господарства з площею посіву 22,7 тис. га. МТС мала 65 тракторів, 13 вантажних автомашин. Одним з перших трактористів Ставищенської МТС був О. С. Смолич. Це йому в 1936 році вручили новенький «У-2», який нині встановлено на п'єдесталі у вигляді серпа і молота біля в'їзду в селище, як пам'ятник звитяжної праці хліборобів. Неухильно зростали лави ентузіастів колгоспного будівництва. Далеко за межами району було відомо ім'я знатної п'ятисотенниці М. Д. Шульги, яка збирала високі врожаї цукрових буряків. З кожним роком зростала промисловість селища. Так, ще в 1927—1929 рр. стали до ладу хлібзавод і маслозавод, кравецька й шевська артілі, потужний засолюваний пункт. Згодом при райспоживспілці відкрилося кілька нових цехів по випуску промислових товарів і продуктів харчування. 1939 року в Ставищі був заснований автопарк, який обслуговував жителів селища і району. У 1935 році було відкрито середню школу, десятки випускників якої продовжували навчання у вищих і середніх спеціальних навчальних закладах країни. Напередодні фашистської навали Ставище було добре впорядкованим селищем з парками, новими приміщеннями районних установ, закладів культури і торгівлі.

#### Голодомор 1932—1933рр.
Див. також Голодомор 1932-1933 рр. Ставищенський район
У 1927—31 роках відбулася насильницька колективізація, яка супроводжувалася грабунками та депортаціями громадян колишньої УНР. У 1932—33 роках проведено геноцид українців, внаслідок якого спровоковано масові голодні смерті в місті. Загальна кількість померлих в роки Голодомору 1932—1933 рр. за свідченнями очевидців Мазуренко П. П., 1928 р.н.; Цимбал С. М., 1922 р.н.; Федорей Т. Г., 1921 р.н., та ін. приблизно 2000, прізвища 197 померлих від голоду встановлено.
В селищі споруджений пам'ятний знак жертвам Голодомору 1932—1933 років.

#### Німецько-радянська війна

Монумент Слави

17 липня 1941 року селище окупували німецькі війська груп армій «Південь». З перших днів почалося грабування населення, ростріли людей, руйнування будівель. Запанував новий окупаційний режим протягом якого на різні роботи було відправлено 2449 юнаків і дівчат Ставищенщини.
Починаючи з 1942 року місцеве населення розгорнуло боротьбу проти гітлерівців. У серпні 1942 року на території району став діяти партизанський загін ім. Чкалова, що налічував 39 бійців. Його очолив Б. Д. Куземний, який загинув 7 серпня 1943 року. Командиром загону став І. Д. Карташов. Загін провів 37 бойових операцій, знищивши значну кількість бойової сили противника, в тому числі 9 автомашин і тракторів. Серед активних партизанів загону були жителі Ставища В. К. Римар, П. А. Шило, П. І. Зленко, Ф. П. Орел та інші. У 1943 році в районі діяла група на чолі з І. Возбранним. Згодом вона влилася до партизанського загону ім. Чкалова.
Партизани приймали радіоповідомлення з Москви і поширювали їх серед жителів, друкували листівки, в яких закликали населення для боротьби проти окупантів. Всього було розповсюджено 28 листівок загальним тиражем 32 тис. примірників.
Народні месники перешкоджали окупантам вивозити награбоване майно, відправляти молодь на каторжні роботи до Німеччини, чинити розправу над мирним населенням. Ставищани активно допомагали партизанам боротися з окупантами. В Ставище в урочищі «Ревиха» було вбито понад 100 осіб, вивезли до Німеччини 345 підлітків, пограбували й зруйнували колгоспи, МТС, школу, лікарню. Із району було вивезено 100 тракторів, 90 автомобілів, 72 комбайни.
Гітлерівці жорстоко розправлялись з партизанами. 31 грудня 1943 року за допомогу партизанам було знищено 73 мешканців села Полковничий Хутір та спалено більшість помешкань. Всього в районі було розстріляно 224 людини, 2450 вивезено на різноманітні роботи. Сотні людей позбавилися житла.
Відновлення комуністичного режиму у районі розпочалося 1 січня 1944 року. Ставище було відвойовано у німецьких військ 4 січня 1944 року військами 38-ї армії І Українського фронту. В боях за відвоювання Ставищенського району віддали своє життя 430 воїнів Червоної армії: 168 росіян, 125 українців, 36 білорусів, а також особи інших національностей.
Всього у Другій світовій війні полягло 296 жителів селища. Понад 320 ставищанів нагороджено бойовими орденами й медалями.
В перше чергу були перепоховані загиблі під час війни воїни-визволителі і мирні громадяни, встановлені пам'ятники та обеліски.
Активно включалися у роботу воїни-визволителі. Житель смт Ставище Волошин В. П. був призваний в ряди Червоної Армії у 1939 р., а в 1940 за відвагу під час радянсько-фінської війни (1939—1940 рр.) отримав першу бойову нагороду — медаль «За бойові заслуги». Із початком німецько-радянської війни став командиром гармати, згодом командиром батареї протитанкових гармат, був тяжко поранений. Після тривалого лікування був демобілізований у 1944 році. За бойову звитягу нагороджений також орденами Червоної Зірки, Вітчизняної війни 1-го і 2-го ст., «За мужність» 3-го ст., медаллю «За оборону Москви». Після закінчення університету тривалий час працював завідувачем Ставищенського районного відділу освіти та директором школи. З його ініціативи у селищі був створений районний краєзнавчий музей, який він очолив. Ветеран праці. Підполковник у відставці. Активний учасник клубу «Фронтові друзі».

#### Ставище в післявоєнний період
Ось як однобоко радянська пропаганда висвітлює партійні організації, комуністів і комсомольців в допомозі радянській владі: «З перших же днів визволення в селищі розгорнули діяльність партійні та комсомольські організації. У червні 1944 року в районі працювало 79 комуністів і понад 500 комсомольців. Ставищенці з величезним ентузіазмом взялися за відбудову господарства, за надання допомоги Червоної Армії, якій за рік було перераховано 5 млн крб., зокрема був побудований літак „Допризовник-Ставищенець“ на кошти громадян. Уже в 1944 році почали випускати продукцію маслозавод, промартіль „Нове життя“, ряд цехів харчкомбінату, почали діяти 54 колгоспи. Велика робота була здійснена щодо відбудови і налагодження роботи машинно-тракторної станції (МТС). За перший рік після визволення ставищенці зібрали і здали в фонд Червоної армії 4703 тонни хліба, 2410 т. картоплі, 393 т . сіна та інші продукти і фураж. Крім того, було здано багато м'яса, жирів; яєць та меду для потреб підшефного військового госпіталю в Києві. Ставищенці надіслали бійцям діючої армії 2158 індивідуальних посилок. У 1945 році державний Комітет Оборони прислав подяку допризовникам селища, які внесли кошти на будівництво літака „Допризовник-ставищенець“. Партійна організація району приділяла постійну увагу розвитку сільськогосподарського виробництва. Вона дбала про добір і підготовку кваліфікованих кадрів. Вживались заходи для забезпечення колгоспів посів матеріалами, сільськогосподарськими машинами, спеціалістами. Тільки при Ставищенській МТС в 1944 році було підготовлено 97 трактористів. Перший післявоєнний врожай було зібрано своєчасно і без втрат, хоч більшість робіт доводилося виконувати вручну. На косовиці особливо відзначились інвалід війни П. Крук, жінки Г. Довгошия, О. Добровольська, Г. Кирилюк, які перевиконували норми в кілька разів. Долаючи величезні труднощі, трудівники Ставища протягом порівняно короткого часу підняли з руїн всі три колгоспи селища ім. Ворошилова, ім. Будьонного та „Комунар“.»
Насправді покалічені ветерани не отримали належної медичної допомоги, переживши примусовий Голодомор.
Далі радянська пропаганда висвітлює "здобутки" району в сільському господарстві: «Згадані вище три колгоспи в 1956 році вони об'єднались в укрупнену сільськогосподарську артіль ім. 20 з'їзду КПРС. Зміцнивши керівництво колгоспу, його партійну організацію та надавши господарству іншу допомогу, районна партійна організація добилася корінного поліпшення організації праці, підвищення її продуктивності, підвищення оплати праці членів артілі. З часом колгосп вийшов в число передових господарств району. Неухильно підвищувалася врожайність зернових і коренеплодів, продуктивність громадського тваринництва.
Нині (70-ті рр. ХХ ст.) артіль — це високопродуктивне механізоване господарство. На 2105 га орної землі тут працює 23 трактори, 15 комбайнів, 15 автомашин тощо. В сільськогосподарському виробництві широко застосовується електроенергія, механізовано всі трудомісткі процеси на тваринницьких фермах, колгоспних токах. Основними культурами, що вирощуються в артілі, є зернові, а також цукрові буряки. Протягом 1966—1968 рр. тут було зібрано з гектара в середньому 23,3 центнера зернових та по 312 центнерів буряків.
Значних успіхів досягли трудівники артілі в розвиткові тваринництва. Виробництво м'яса на 100 га угідь у 1969 році становило 116,8 центнерів. За найвищі в районі показники у виробництві м'яса колгосп ім. 20 з'їзду КПРС на честь 50-річчя Великого жовтня нагороджено пам'ятним Червоним прапором Ставищенського РК КП України і райвиконкому. Урядовими нагородами відзначена самовіддана праця близько 40 трудівників Ставища.
Неухильно підвищується рентабельність усіх галузей господарства. Грошові прибутки колгоспу у 1969 році зросли порівняно з 1964 роком у двічі і становили близько 830 тис. карб. Збільшення прибутків дало можливість забезпечити високу оплату праці членів артілі. В кожну колгоспну сім'ю прийшов справжній достаток». У промисловості: «„Міжколгоспбуд“ Ставища, що відкрився в 1956 році, має цегельний завод, цех залізобетонних виробів, столярний цех. При заготівельній конторі Ставищенської райспоживспілки працює консервний цех, який розробляє різноманітні овочеві консерви. У селищі також діють райхарчокомбінат, побутовий комбінат та інші підприємства.
Хлібзавод, автопідприємство, маслозавод, міжколгоспне будівельне управління, районне об'єднання „Сільгосптехніка“ перевиконали планові завдання восьмої п'ятирічки. За досягнуті успіхи перший секретар РК КП України С. П. Ковалевський та заступник керуючого „Сільгосптехніка“ Д. Я. Паламарчук нагороджені орденом Жовтневої Революції.»
будівництві: «У Ставищі успішно здійснюється житлово-комунальне будівництво, завдяки чому невпізнаним стало селище, особливо його центр, де виросли красиві будівлі широкоекранного кінотеатру „Зірка“, готелю „Колос“, ресторану „Тікич“, універмагу, гастроному, школи, адміністративних і житлових будинків тощо. Тут працює 10 крамниць, ресторан 2 їдальні та ряд інших підприємств громадського харчування.»
транспортній сфері: «Автопідприємство налічує понад 120 автомашин. Ставищанська автобусна станція має кілька десятків автобусів, які здійснюють регулярний зв'язок з Києвом та навколишніми населеними пунктами. В 1963 році в селищі збудовано автовокзал.»
медицині: «Ставищенська районна лікарня — одна з найкращих в області. Вона розташована у великому фруктовому саду. Лікарня розрахована на 200 ліжок, має різноманітні кабінети й лабораторії. Тут працює 42 лікарі та 164 чоловіка середнього медперсоналу. В їх числі заслужений лікар республіки, учасник Великої Вітчизняної війни Е. А. Гроп'янов, удостоєний ордена Леніна та інших урядових нагород. У селищі є також поліклініка, протитуберкульозний диспансер, дитяча консультація, молочна кухня для малят, санітарно-бактеріологічна лабораторія та медичні пункти на промислових підприємствах і в школах.»
оздоровленні: «У наймальовничішому кутку Ставище — в старовинному парку, — розташовано обласний санаторій „Дружба“. М'який клімат, цілюще повітря, радонові джерела — все це забезпечує успішне лікування дітей, хворих на ревматизм.»
освіті та культурі: «Ставище — значний освітній та культурний центр району. Тут працюють початкова, восьмирічна, середня і заочна школи. При середній школі є Інтернат для учнів навколишніх сіл району. За 50 років Радянської влади тільки в Ставищі 662 випускники шкіл селища здобули вищу і 1480 — середню спеціальну освіту. Всього в селищі набуває знань 1220 учнів, працює 72 учителі.
Для дітей трудівників Ставища відкрито музичну школу, будинок піонерів, дитячий комбінат. При будинку культури (відкритий 1959 року [Архівовано 14 січня 2020 у Wayback Machine.]) із залом для глядачів на 600 місць діють хорова капела, гурток декламаторів, естрадний оркестр. У Ставищі є широкоекранний кінотеатр (відкритий 1966 року), дві районні бібліотеки — для дітей і дорослих.»
У спорті: «У центрі селища розташовано великий стадіон, де часто відбуваються футбольні матчі й спортивні змагання з молоддю сусідніх районів. В 1967 році футбольна команда селища здобула перше місце в області і завоювала приз обласної ради добровільного спортивного товариства „Колгоспник“. Ставищенська селищна обласна Рада, яку багато років очолює комуніст В. Ф. Поліщук, велику увагу, поряд з виробничими питаннями, приділяє благоустрою селища, ІІ комісії організували трудящих на масовий похід за впорядкування і озеленення селища.»
В серпні 1969 року виконком Київської обласної Ради визнав Ставище переможцем обласного конкурсу-огляду на найкращий благоустрій і зовнішнє оформлення міст, селищ і сіл. Багато куточків селища перетворено на квітучий сад.

### Україна незалежна
Багато ставищан були мобілізовані на ліквідацію аварії на ЧАЕС 1986 року. На початку 1990-х років припинило роботу найбільше промислове підприємство району — Ставищенська філія Київського приладобудівного заводу «ТочЕлектроПрилад».
У середині 1990-х років згоріла напівзбудована будівля басейну при Ліцеї № 1, тоді ж припинено будівництво третьої школи. 11 листопада 2005 року згорів Будинок культури. Ставищенський парк садово-паркового мистецтва обласного значення втрачає своє значення через недогляд. Нині у селищі працюють ВАТи «Ставищенський маслозавод», «Ставище-продтовари», «АТП—13246», «Київоблгаз», «Ставищенське РТП», «Ставище-Райагрохім»; будівельні організації КАСП «Мрія», районне дорожнє управління (РайДУ).

## Населення

### Мова
Розподіл населення за рідною мовою за даними перепису 2001 року:
| Мова            | Кількість | Відсоток |
| --------------- | --------- | -------- |
| українська      | 7667      | 97.94%   |
| російська       | 139       | 1.78%    |
| вірменська      | 7         | 0.09%    |
| білоруська      | 5         | 0.06%    |
| румунська       | 5         | 0.06%    |
| інші/не вказали | 5         | 0.07%    |
| Усього          | 7828      | 100%     |

## Галерея

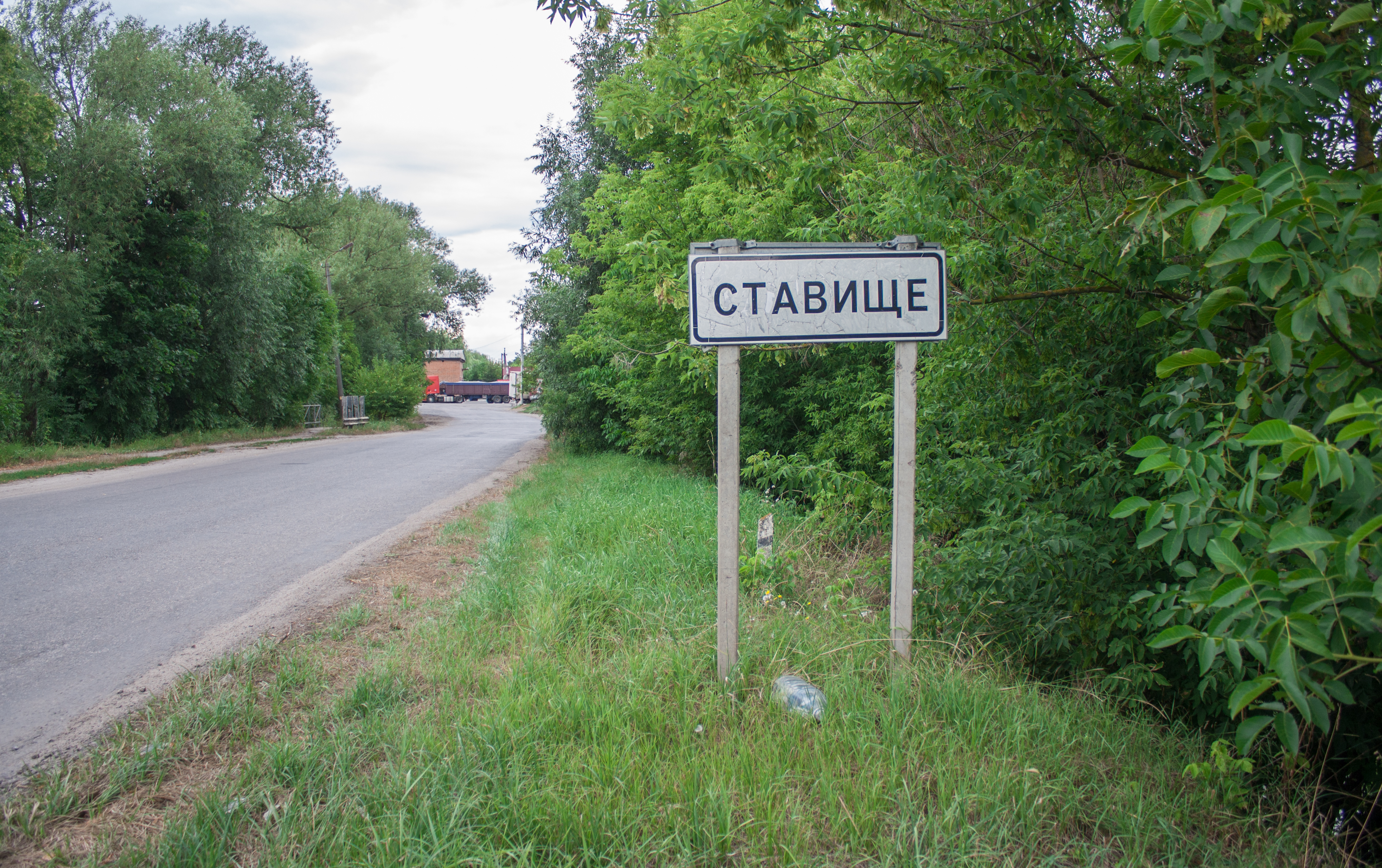
В'їзд у смт
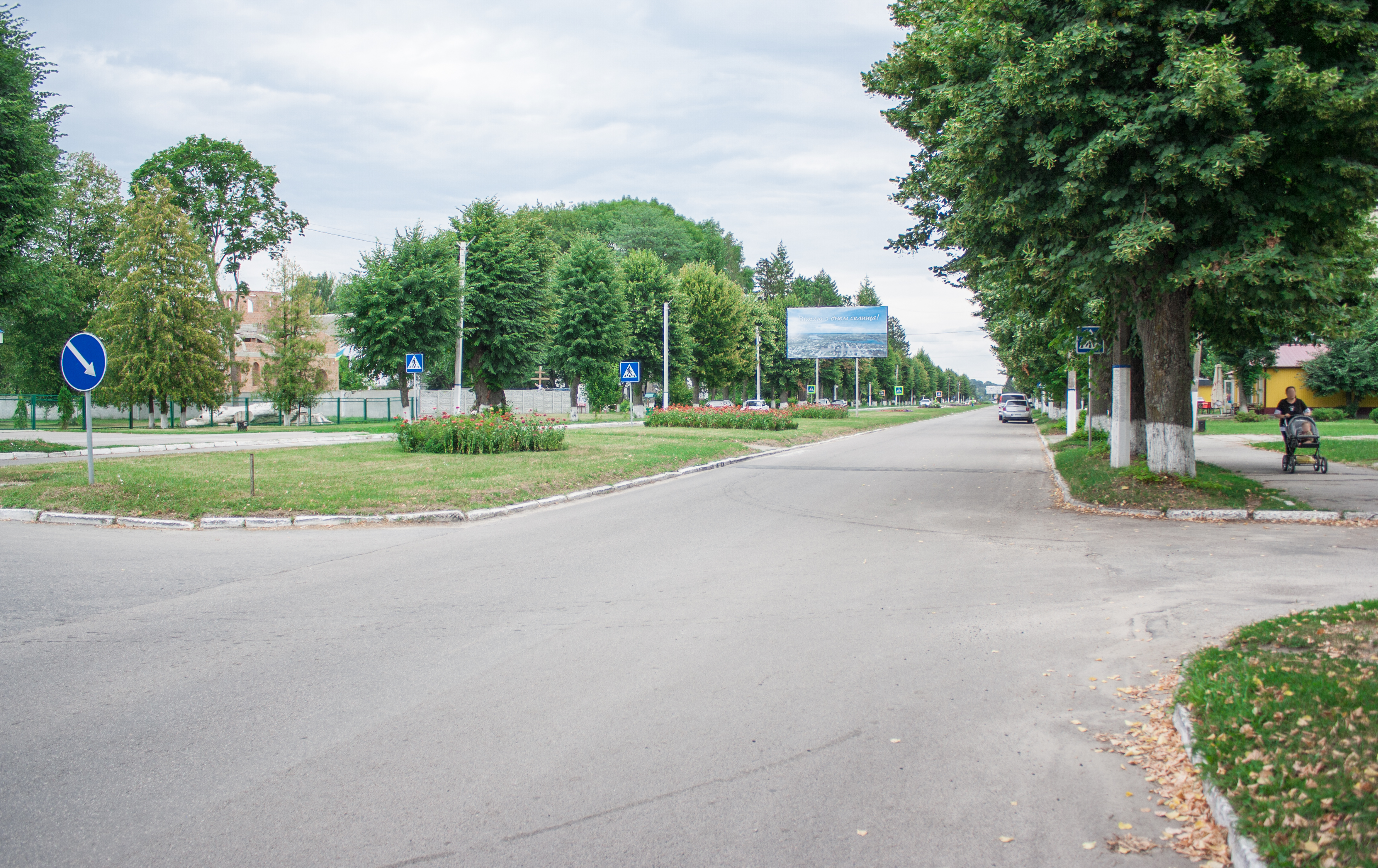
Вулиця Сергія Цимбала
Перехрестя вулиць Сергія Цимбала, Шевченка та Лісова ("Бессарабка")
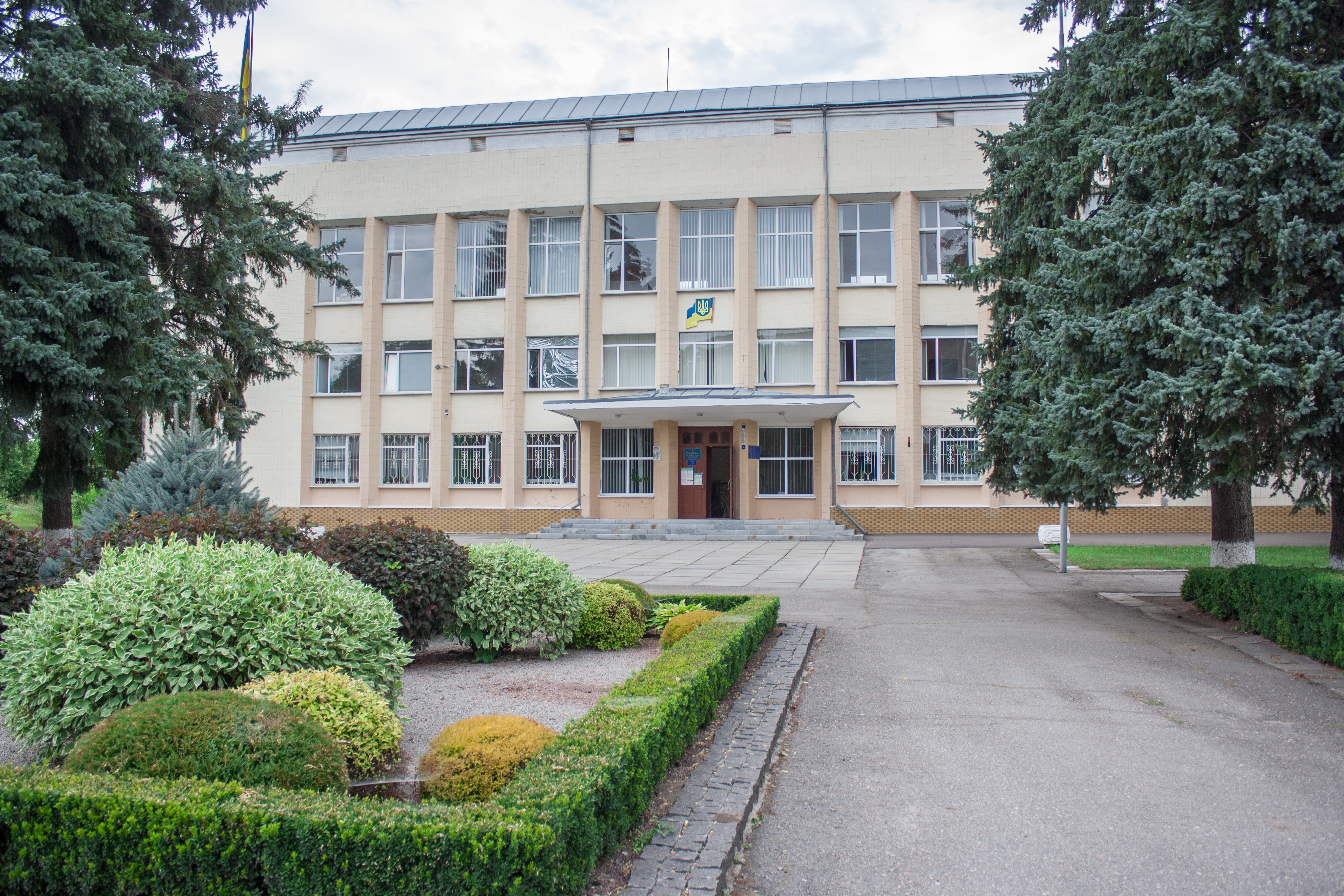
Селищна рада
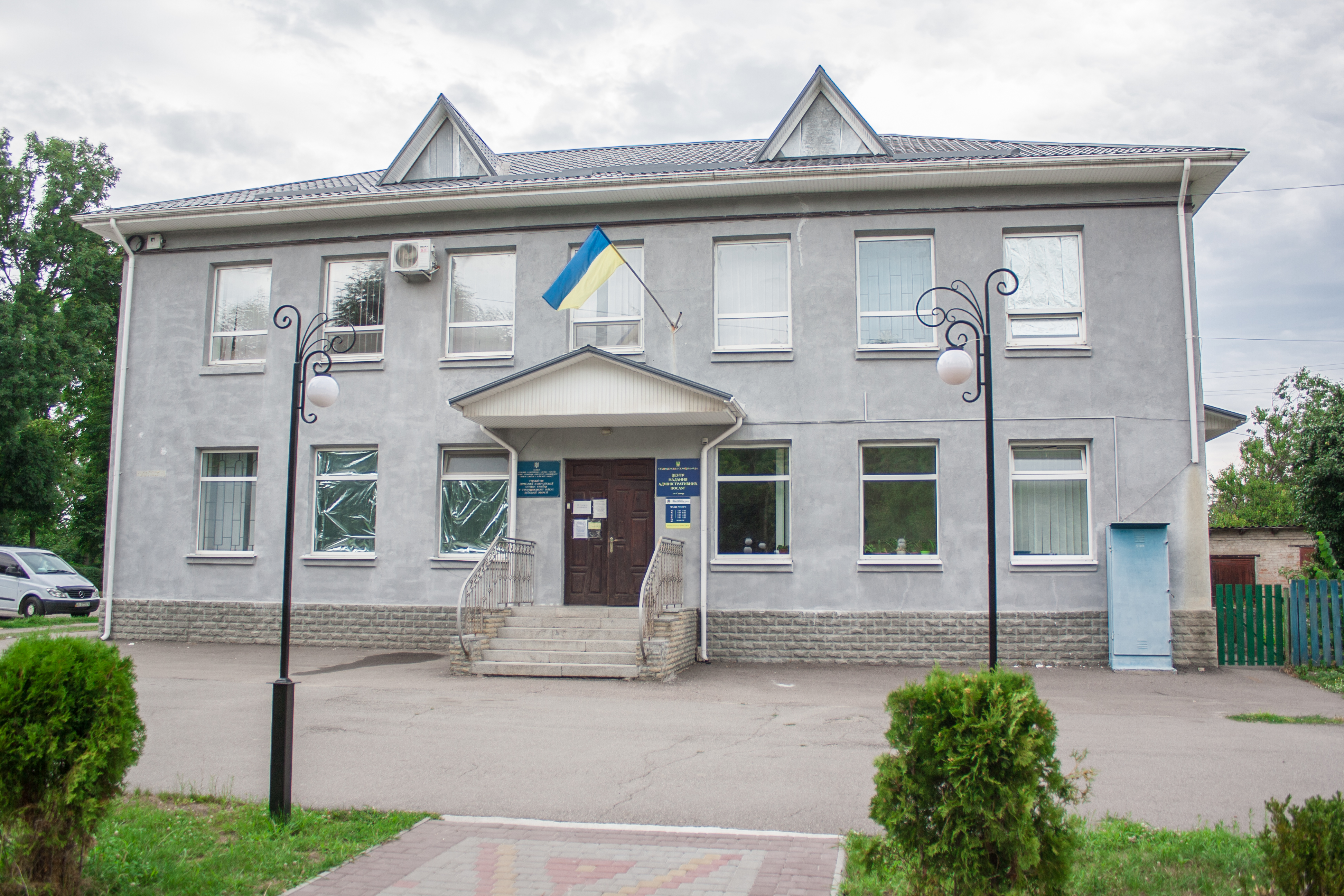
ЦНАП
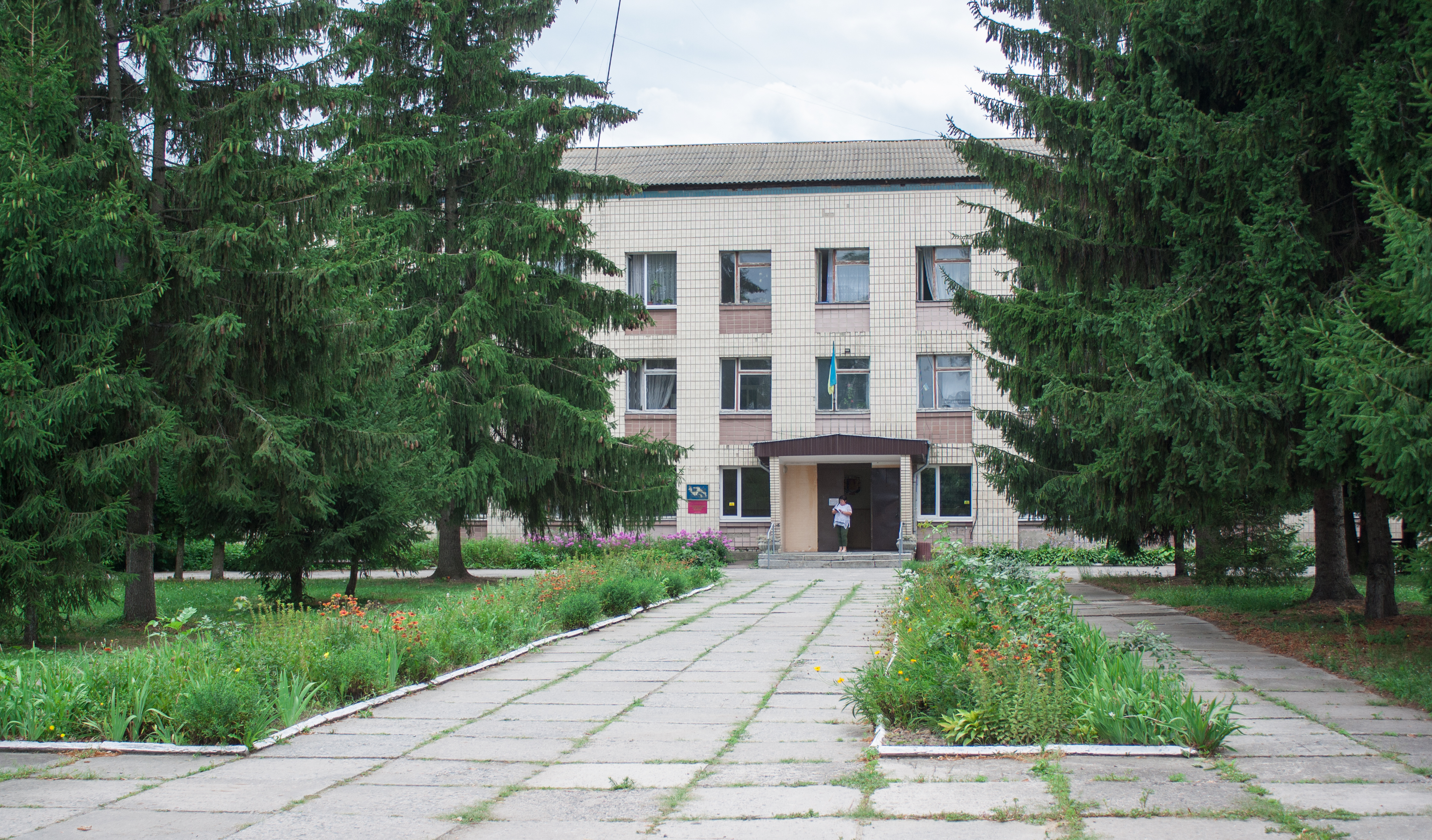
Адмінбудівля
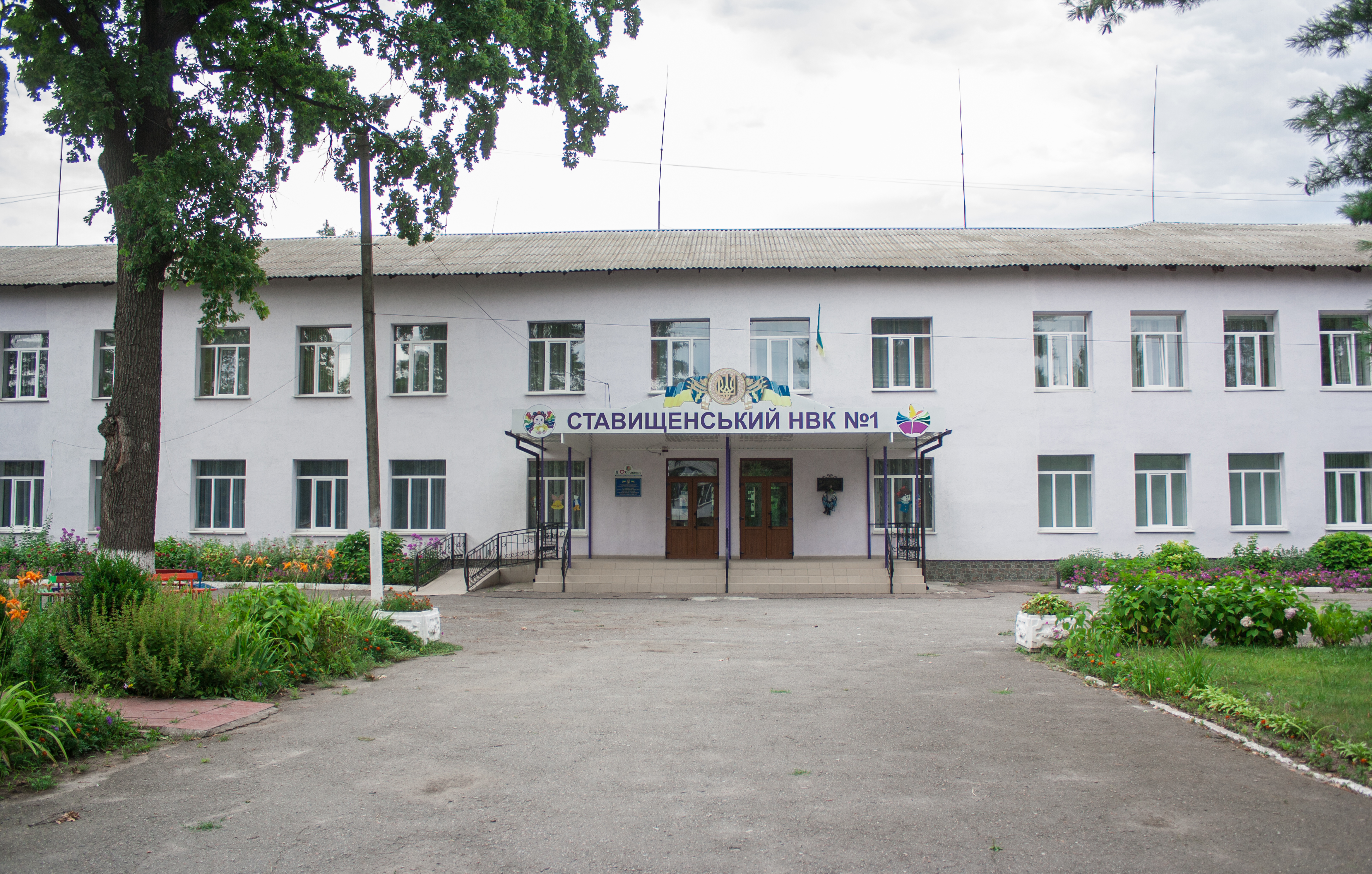
Школа №1
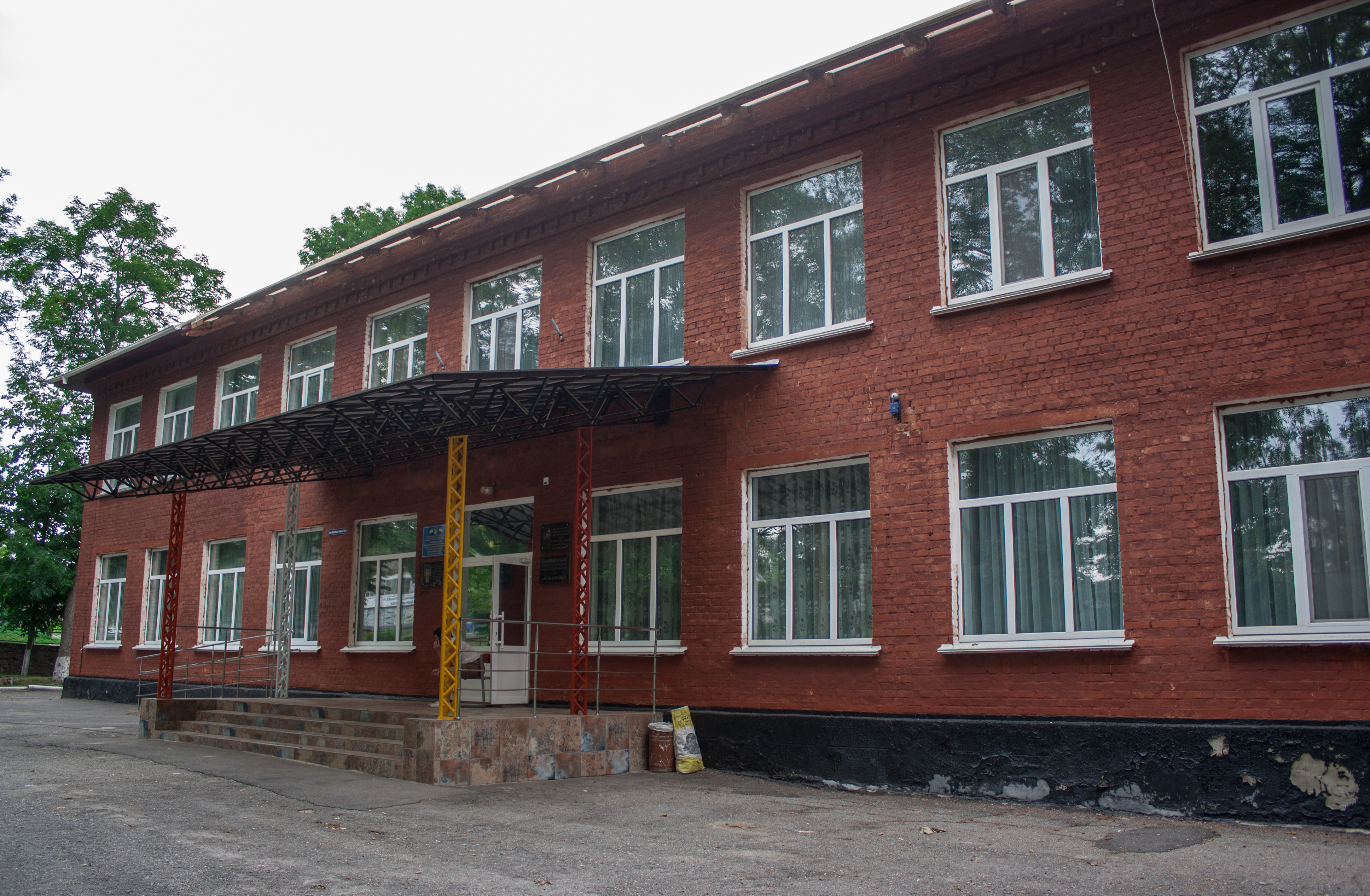
Школа №2
Будинок культури після пожежі у 2007 р.
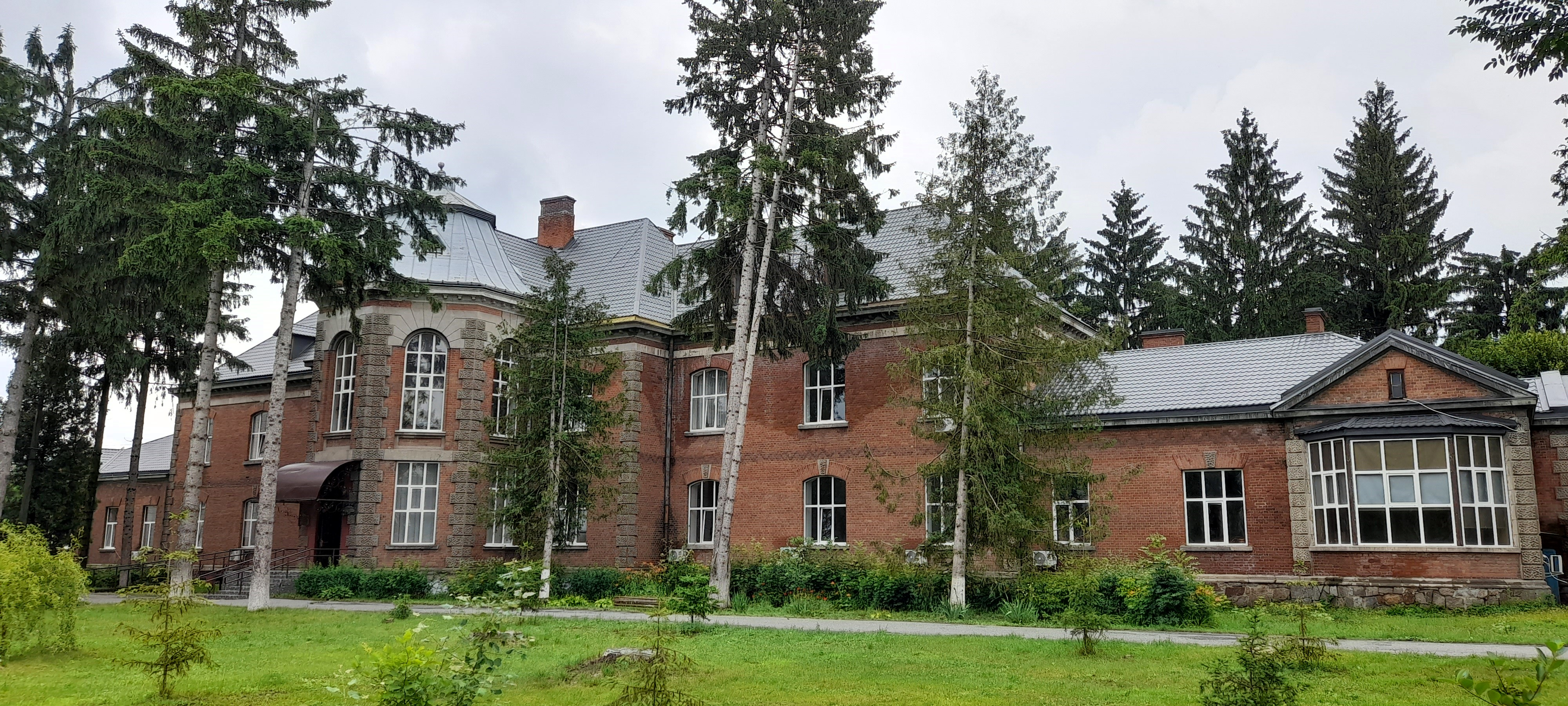
Лікарня
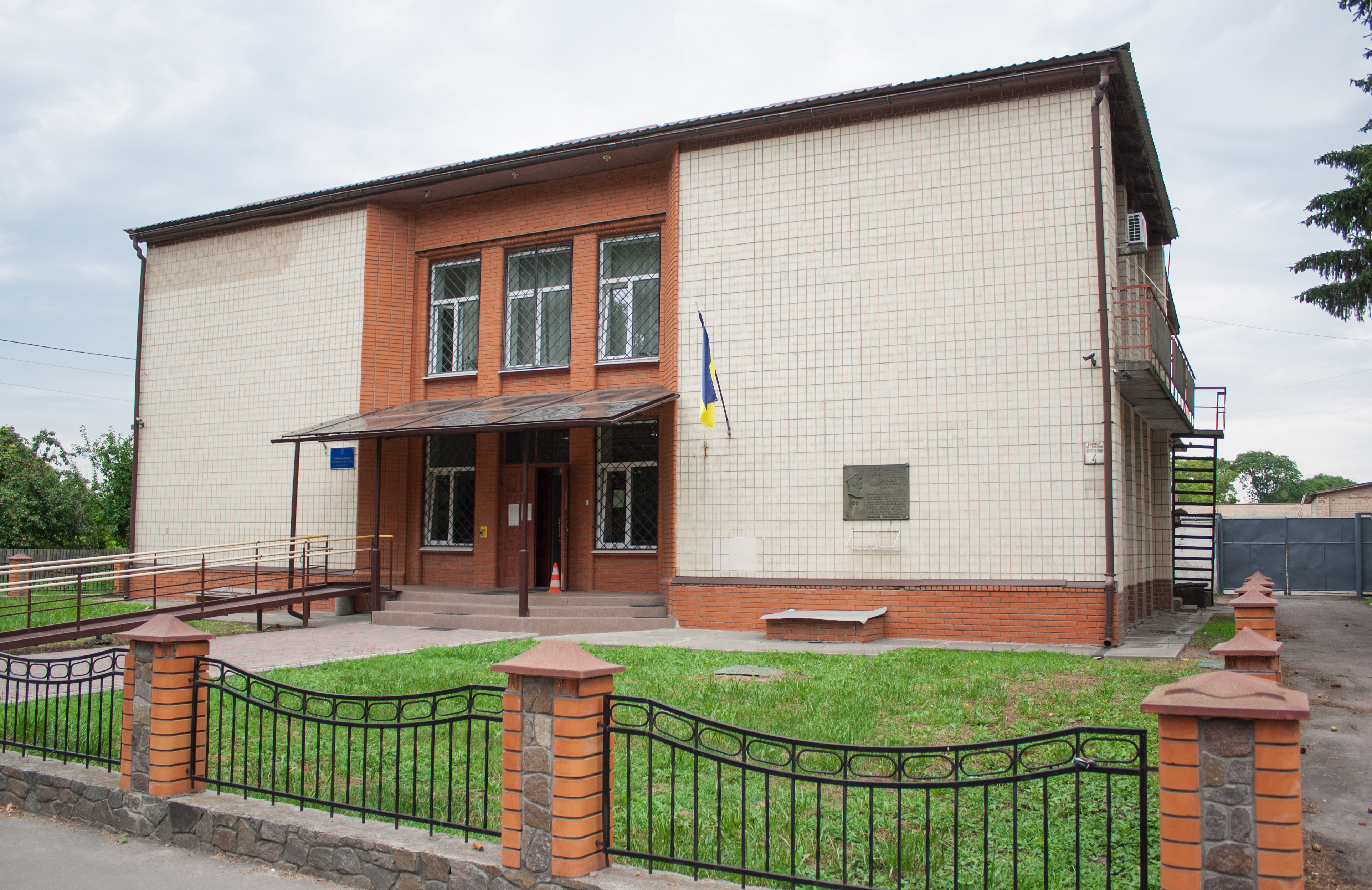
Районний суд
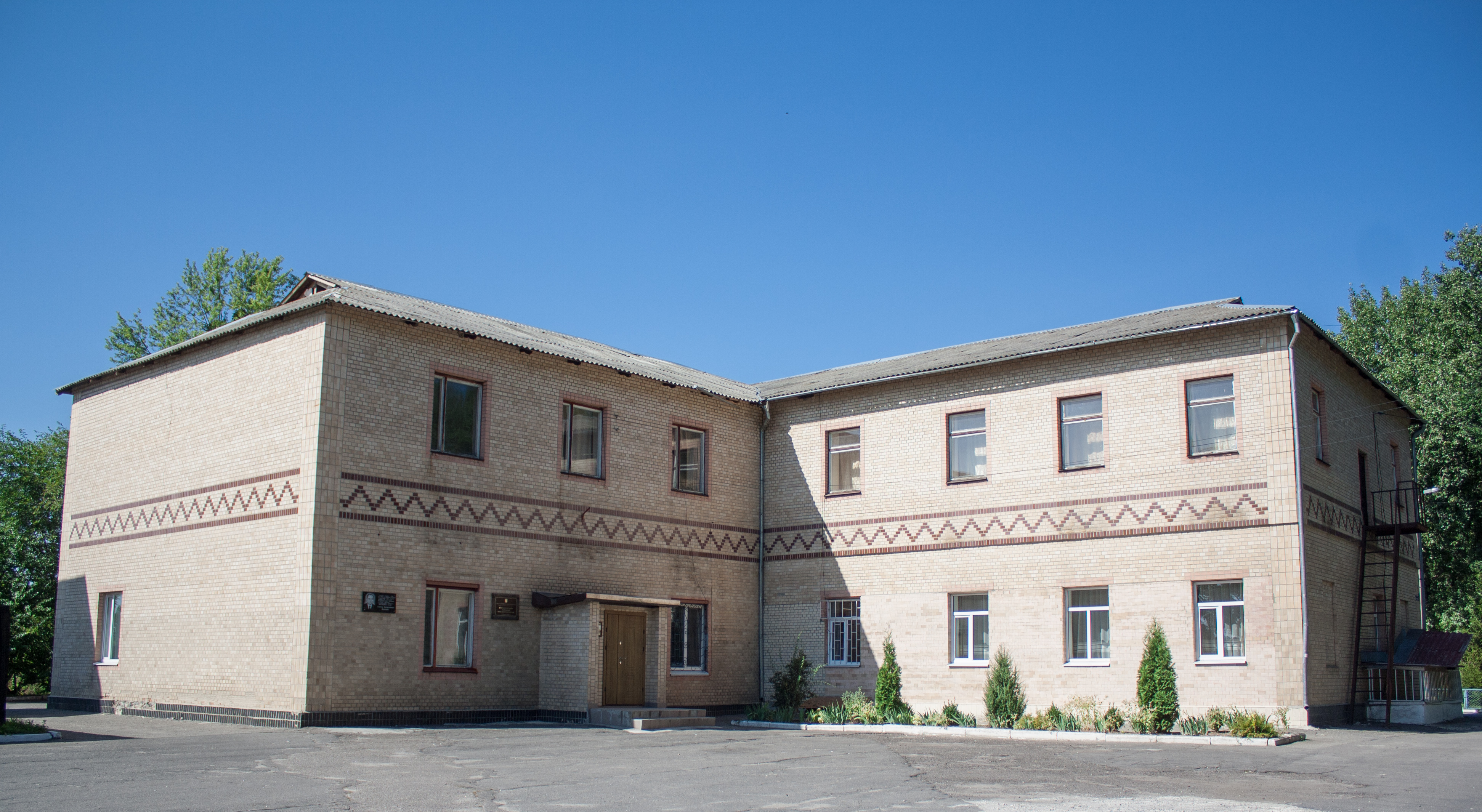
Районний краєзнавчий музей
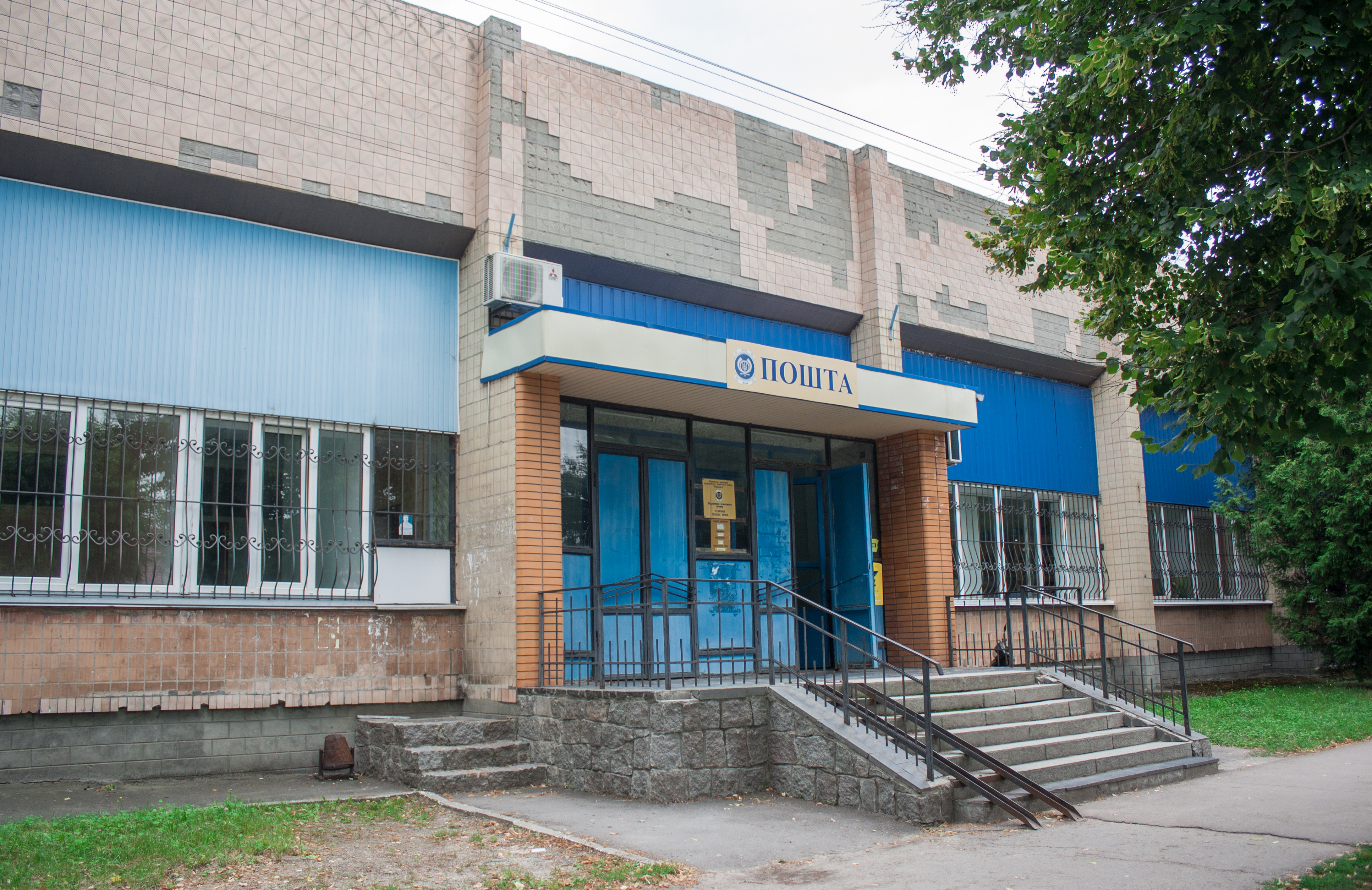
Пошта
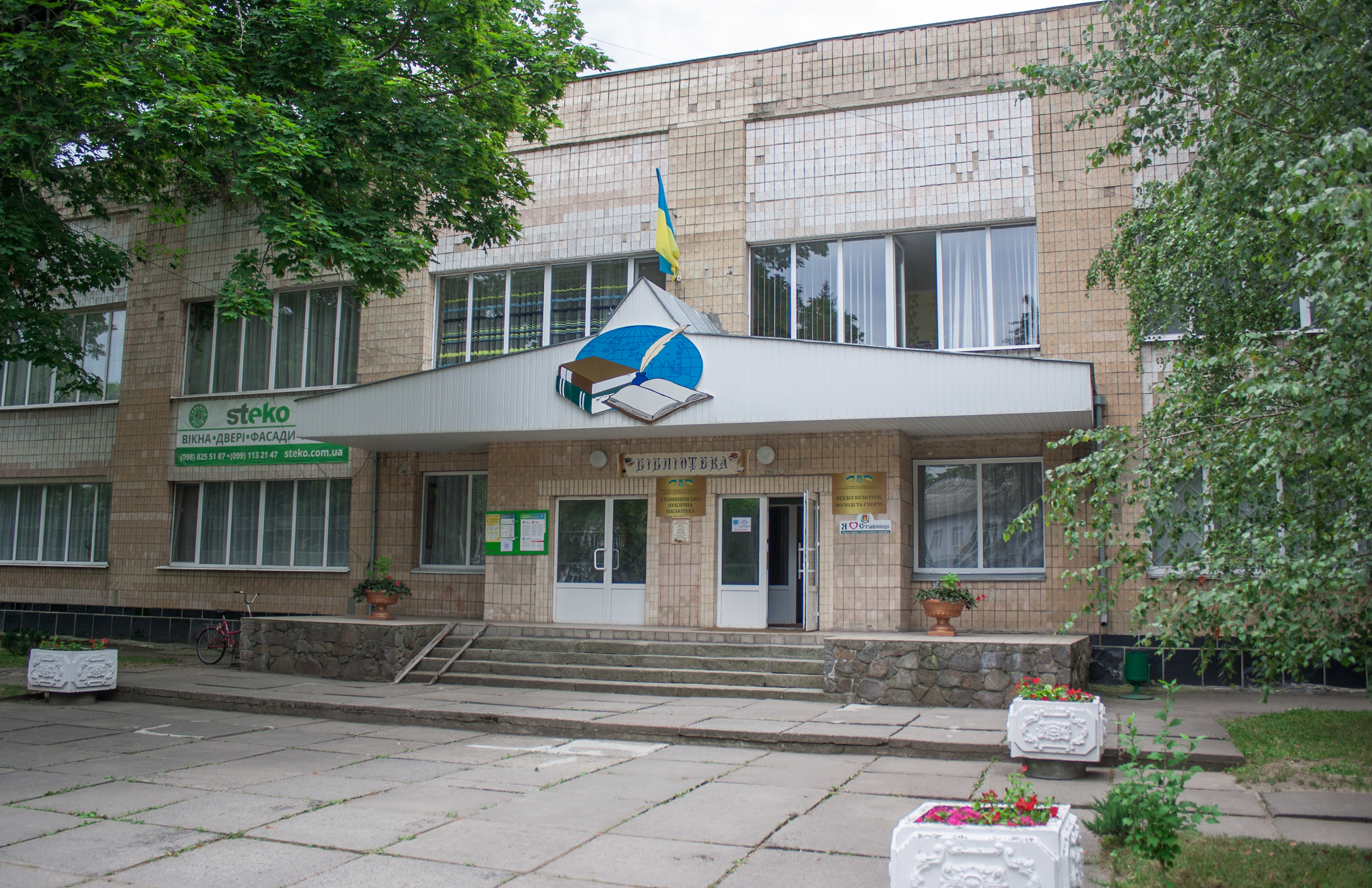
Бібліотека
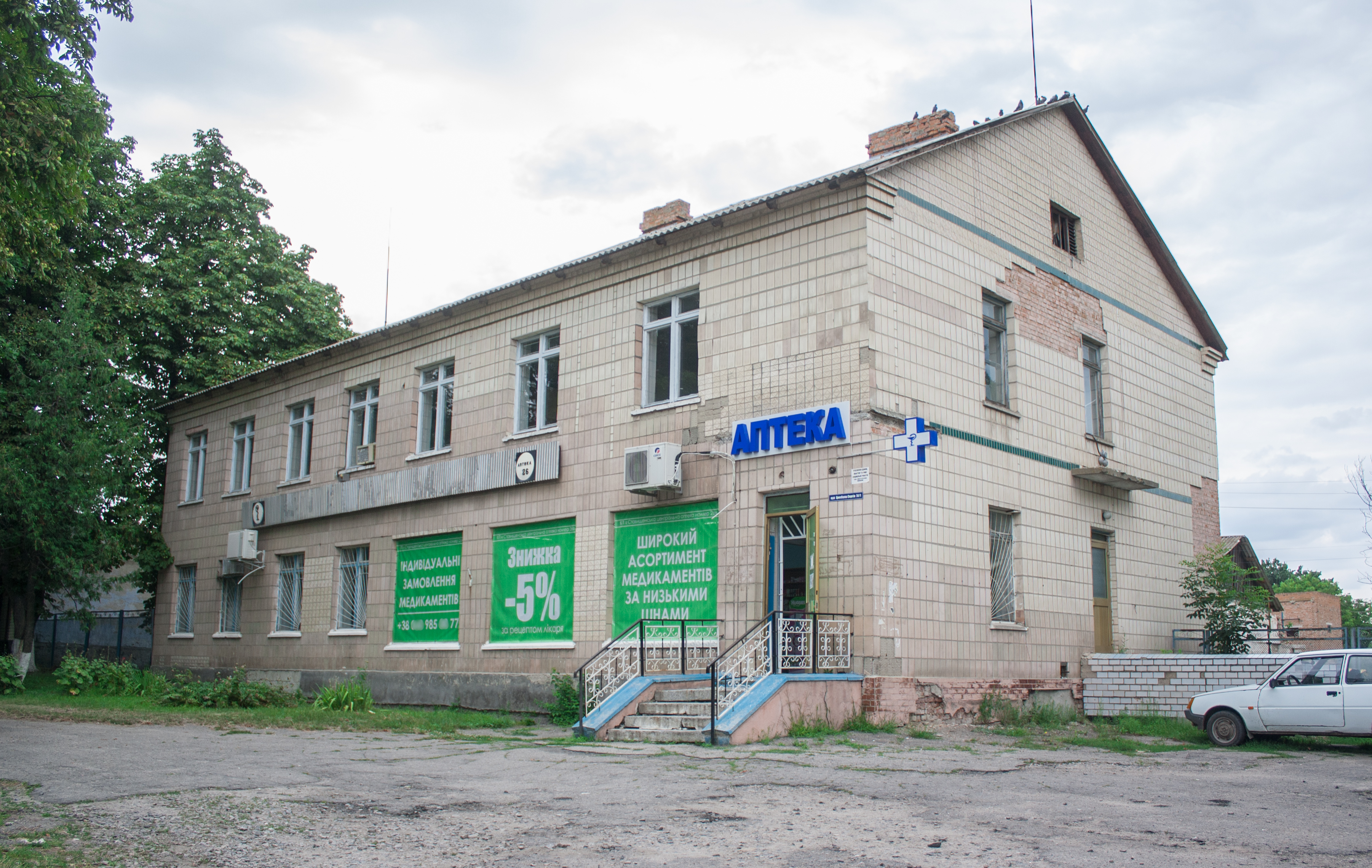
Аптека
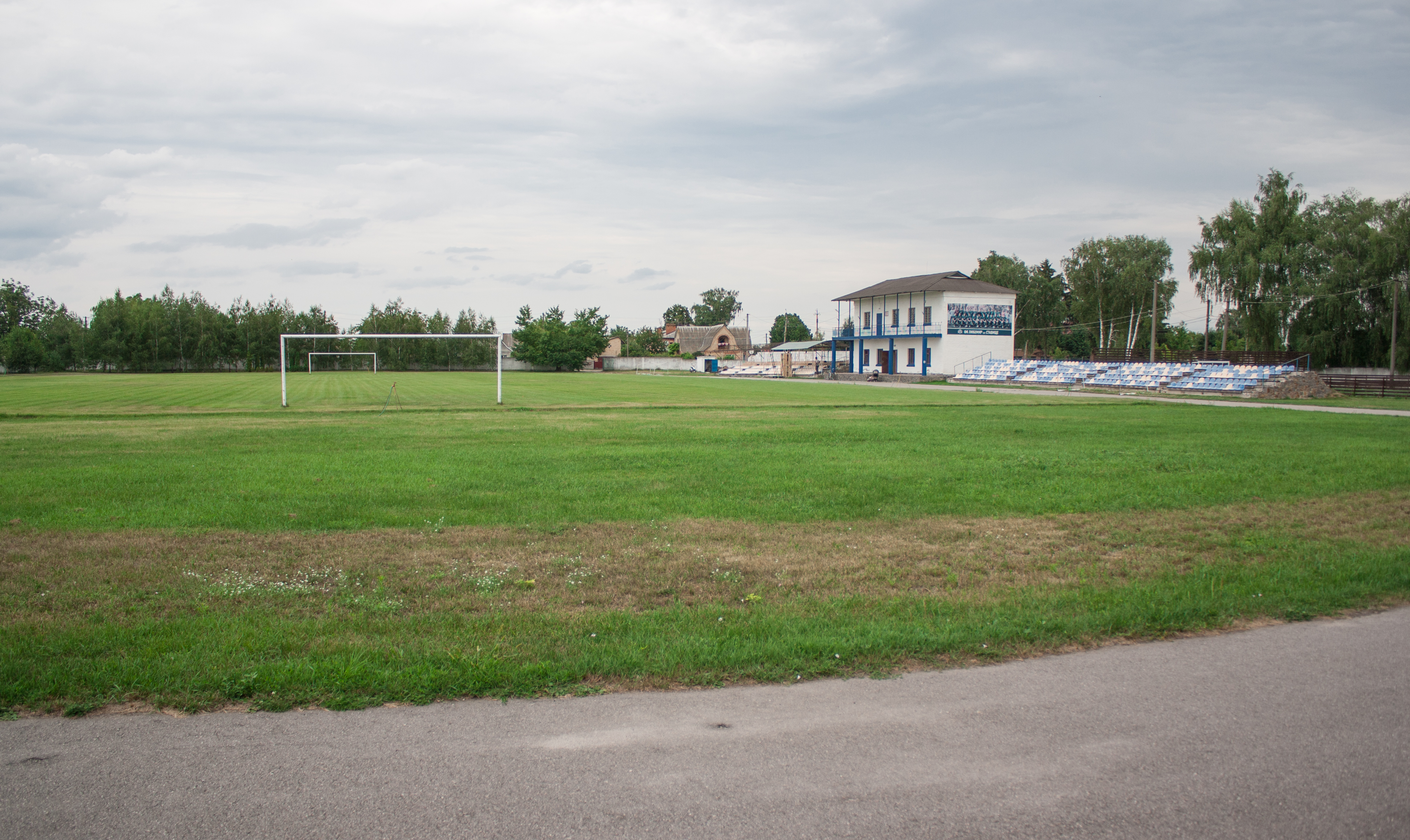
Стадіон "Колос"
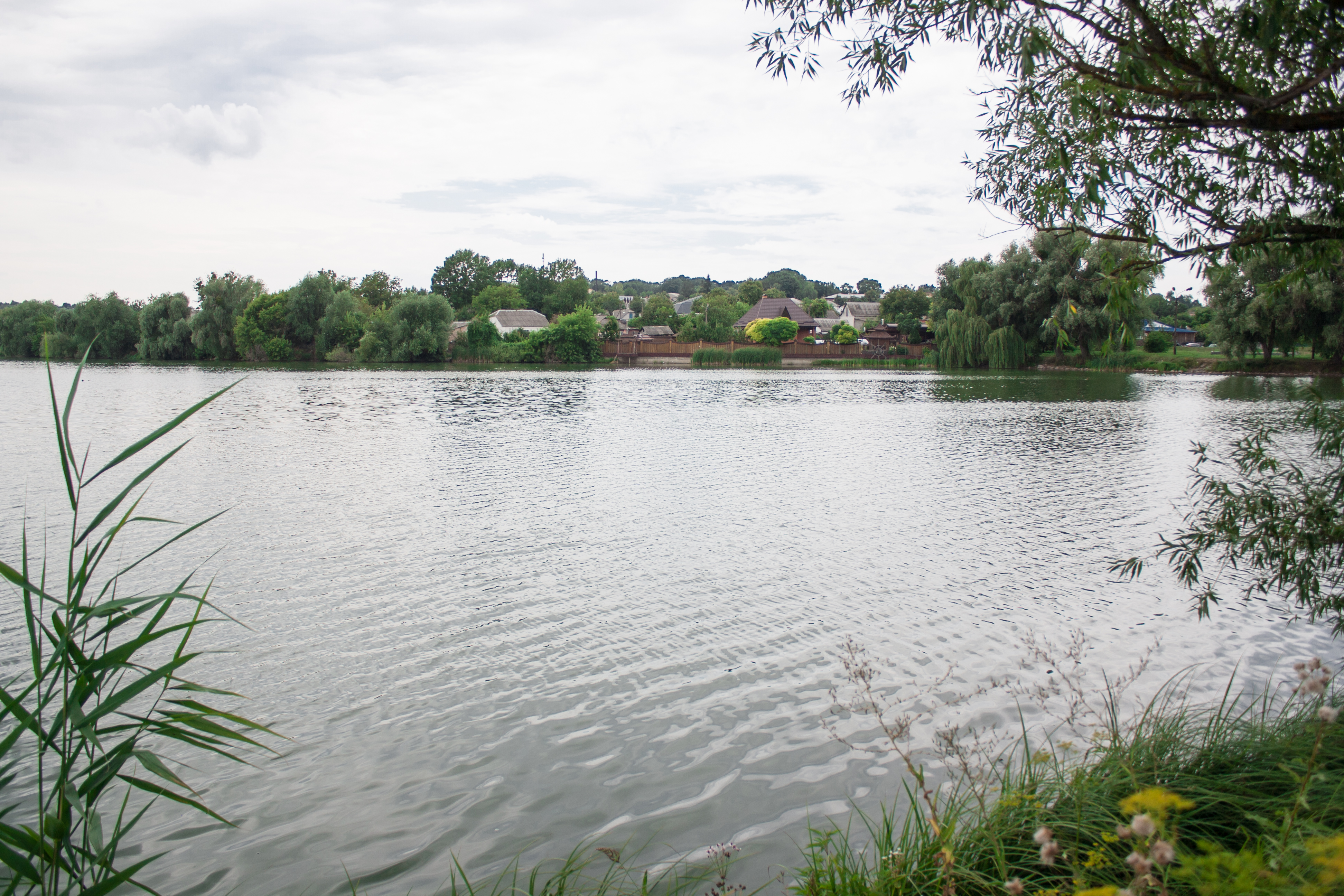
Ставок на річці Гнилий Тікич
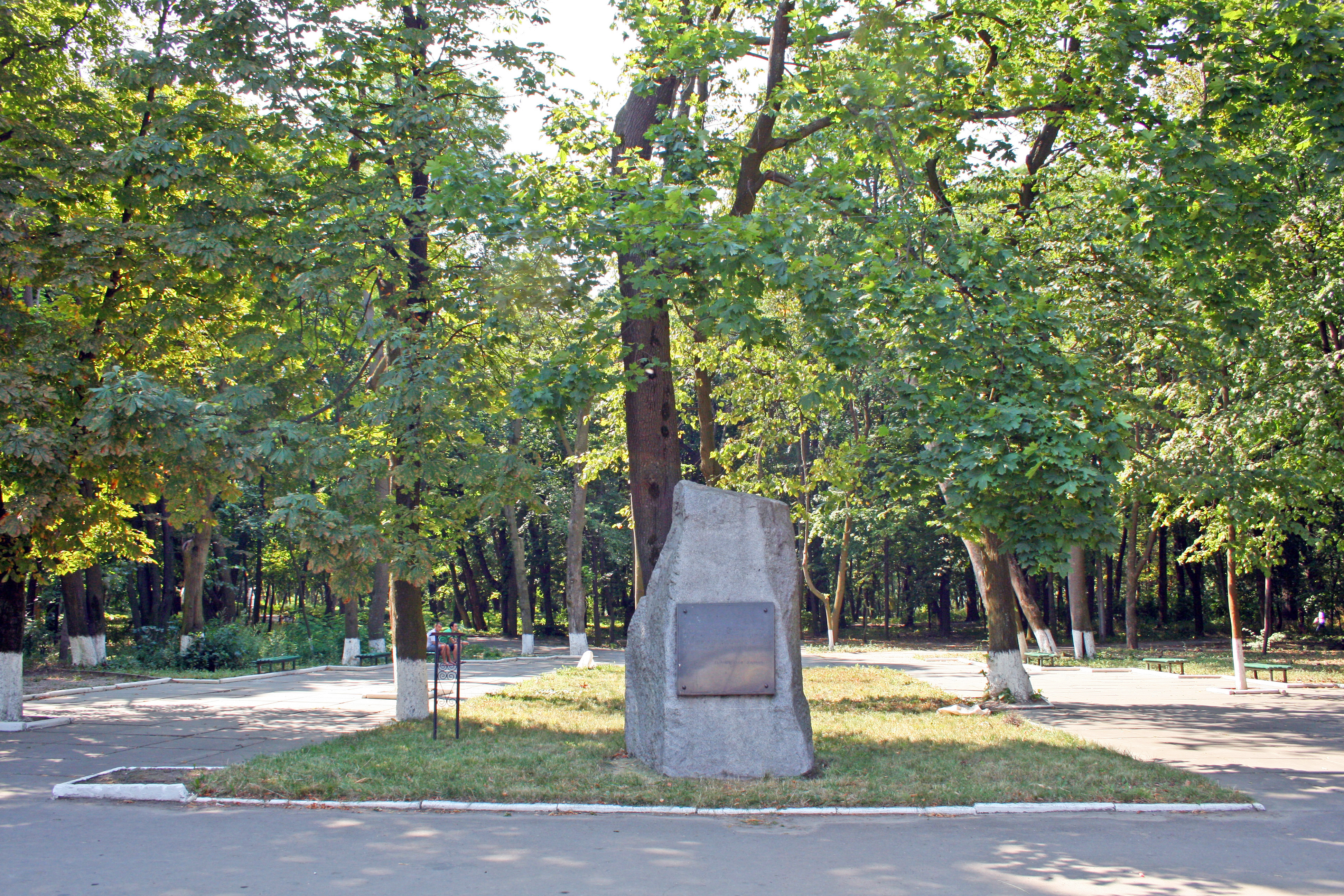
Ставищенський парк
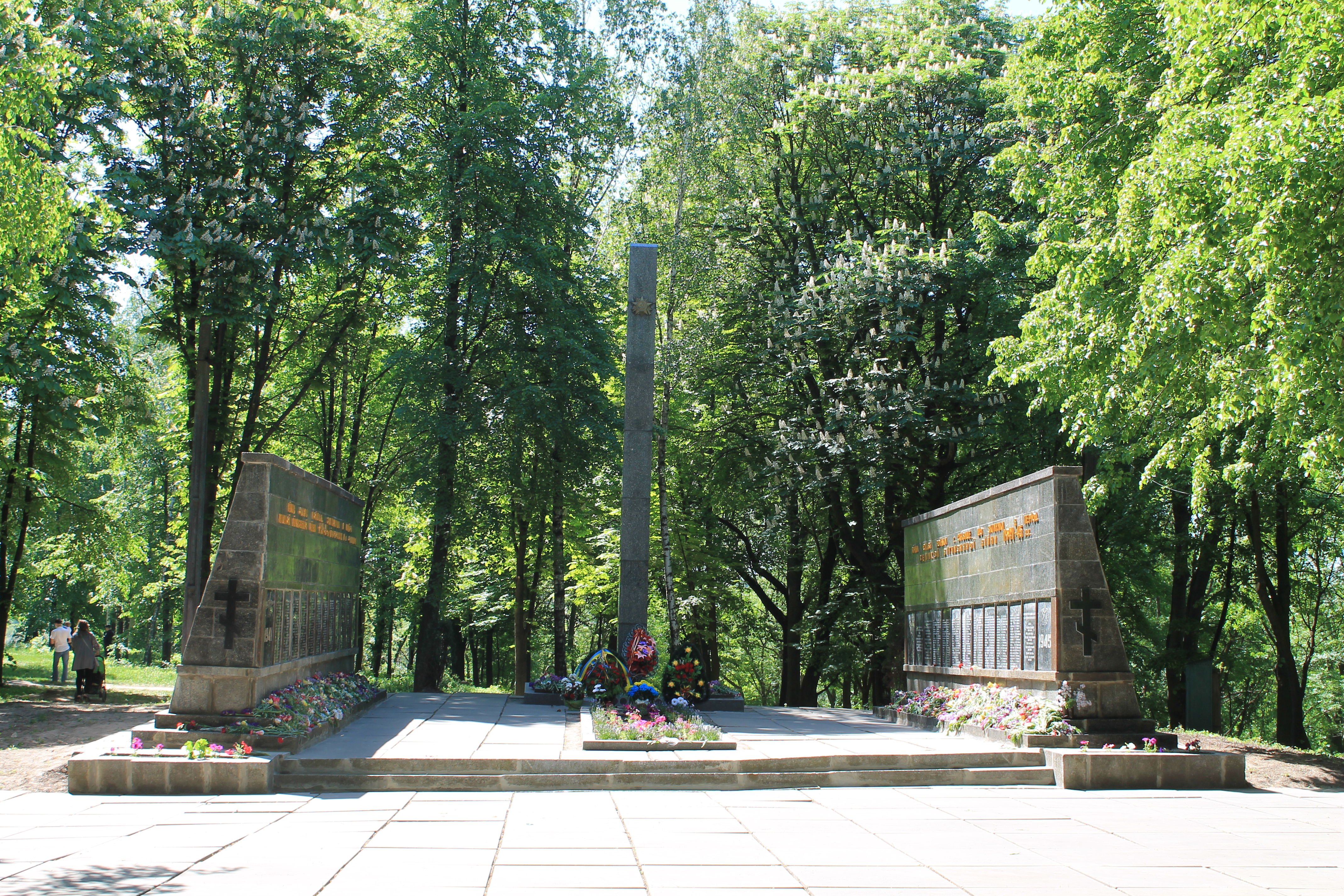
Меморіальний комплекс

## Культурна спадщини
Окрасою селища є парк — пам'ятка садово-паркового мистецтва ХІХ ст., будівля Центру дитячої творчості і районного краєзнавчого музею (1-ша половина ХІХ ст.) лікувальний корпус Ставищенської районної лікарні (пам'ятка архітектури поч. XX ст., колишня лікарня графа Браницького гербу Корчак, 1911), районний стадіон «Колос».

## Відомі люди

### Уродженці
- Антонюк Ніна Іллівна (1956) — радянська спортсменка, срібна призерка Ігор XXII Олімпіади з академічного веслування у складі вісімки, багаторазова чемпіонка світу.
- Зленко Анатолій Максимович (* [2 червня [1938] — 1 березня 2021]) — міністр закордонних справ України (1990—1994, 2000—2003).
- Герасим Кондратьєв (Кіндратович) (?-†1701) — український політичний та військовий діяч, один з засновників м. Суми, полковник Сумського козацького полку, дворянин.
- Паланський Олександр Степанович — лейтенант, командир танкового взводу, якому 15 січня 1944 року за участь в боях під час форсування Дніпра присвоєно Героя Радянського Союзу. О. С. Паланський загинув у березні 1945 року на підступах до Берліна.[45]
- Плавка Трохим Іванович — козак 1-ї бригади 4-ї Київської дивізії Армії УНР, Герой Другого Зимового походу.
- Пузицький Антін Олексійович (1877—1945) — генерал-хорунжий Армії УНР.
- Самохвал Дмитро (1897–1989) — поручник 3-ї Залізної Дивізії Армії УНР, лицар Залізного Хреста УНР.
- Славинський Максим Антонович (1868—1945) — український громадсько-політичний діяч, поет-перекладач, дипломат, публіцист, націолог.
- Станіславський Антоній-Роберт (1817—1883) — правознавець, професор Харківського та Казанського університетів.
- Цимбал Сергій Володимирович (1986—2014) — солдат ЗСУ, учасник російсько-української війни, Герой України.
- Будаков Сергій Валентинович - офіцер ЗСУ, учасник російсько-української війни.

### Проживали
- Анджейовський Антон Лукіянович — український природознавець польського походження, ботанік, зоолог, професор, письменник.

### Дідичі
- Олександра Браницька, власним коштом вибудувала тут костел[46] Святої Трійці[47][48] (за іншими даними, це зробив її чоловік Францішек Ксаверій Браницький[47]), хоча сама була російською православною за віросповіданням[46].
- Владислав Браницький — граф, промисловець, добився дозволу та надав значні кошти на спорудження костелу святого Миколая у Києві[49]

### Померли, поховані
- Анджейовський Антон Лукіянович — ботанік, зоолог, професор, письменник.

##### Історичні відео про Ставище
- Облога Ставищ 1664 року
- Про що мовчать стіни Ставищенської лікарні
- Історія Палацу Браницьких у Ставищі
- Історія Ставища
- Бет-Мідраш. Історична відеоекскурсія
- Спогади про Ставища Йошеля (Сюні) Голуба
- Спогади про Ставище рабина М. Га-Леві
- Колоризоване Ставище у світлинах з 1866 року
- Відкриття Палацу культури у Ставищі 1 серпня 1959 року
- Гості з Києва у Ставищі 1960 рік («Тарапунька та Штепсель», Платон Майборода, Юрій Збанацький, Степан Олійник)
- Спогади польського письменника Ярослава Івашкевича про Ставище 1914 року

##### Пейзажні відео Ставища
- Літній ранок у Ставищі
- Ставищенський парк узимку
- Ставище з висоти